# Racisme aux États-Unis

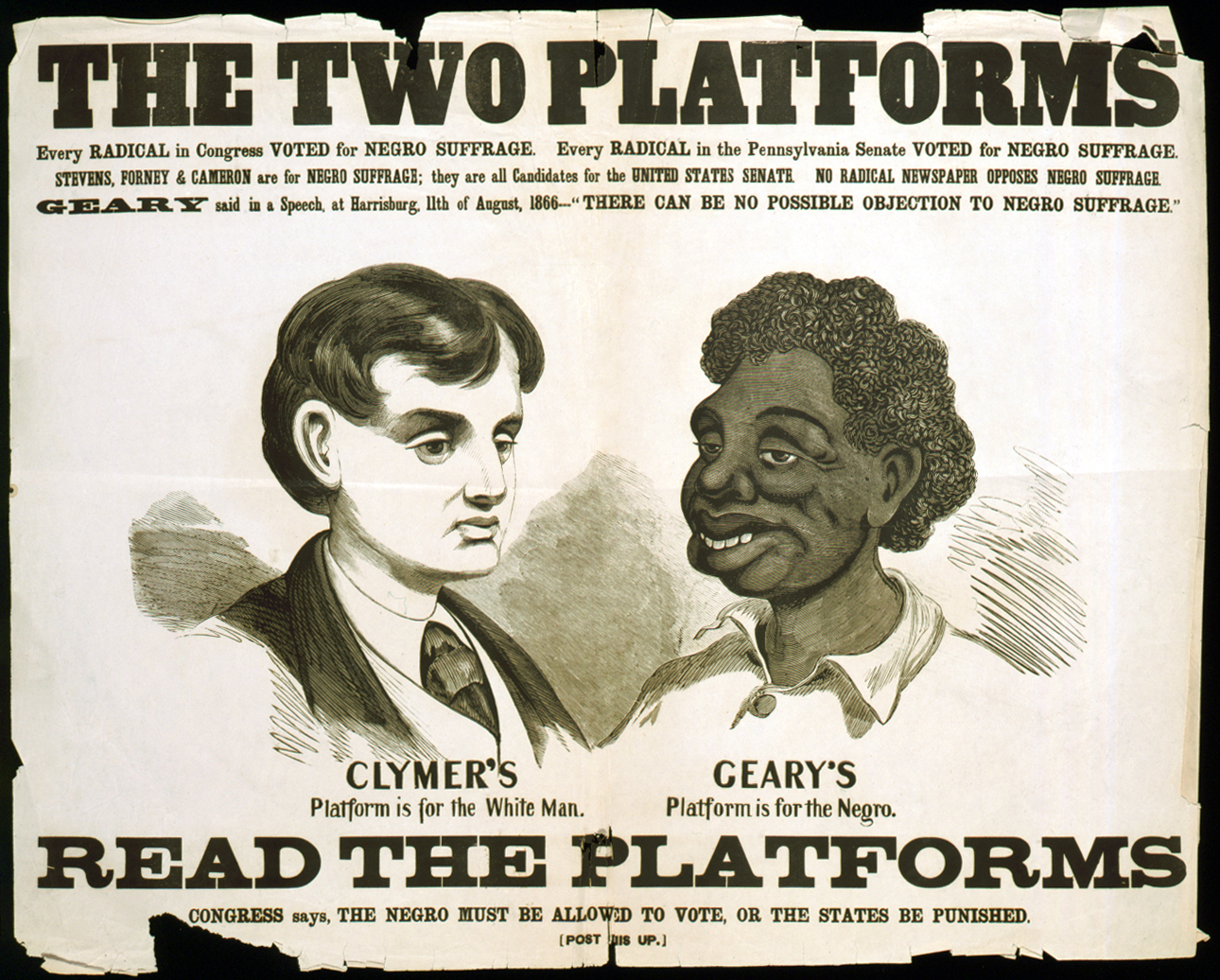
Affiche titrée « Les deux programmes » issue d'une série d'affiches racistes attaquant les candidats républicains radicaux souhaitant donner le droit de vote aux noirs américains et imprimées durant la campagne électorale du gouverneur de Pennsylvanie en 1866. Sur cette affiche le programme du candidat démocrate Hiester Clymer est dite « Pour l'homme blanc », représenté par un jeune homme blanc idéalisé, par opposition à celui du candidat républicain dite « pour le nègre », sous le portrait stéréotypé d'un homme noir. Sous les portraits, on peut lire « Lisez les programmes : le congrès dit : « les nègres doivent voter, ou les États seront punis ». Au-dessus des portraits, on peut lire « Tous les radicaux du congrès ont voté pour le droit de vote aux nègres. [Le représentant de la Pennsylvanie Thaddeus] Stevens, Forney [John W. Forney, éditeur du Philadelphia Press] et [Le chef du Parti républicain Simon] Cameron sont pour le droit de vote des nègres ; ils sont tous candidats pour le sénat des États-Unis. Aucun journal radical ne s'oppose au droit de vote pour les nègres. Geary a dit dans un discours à Harrisburg, le 11 août 1866, « Il ne peut y avoir aucune objection possible au vote des nègres ».

Le racisme et la discrimination ethnique aux États-Unis sont un phénomène majeur depuis l'époque coloniale et l'époque de l'esclavage. Le racisme institutionnalisé accordait aux Américains Blancs des droits et privilèges refusés aux Amérindiens, Afro-Américains, Asio-Américains et aux Latino-Américains. Les Euro-Américains (en particulier les Anglo-Américains) sont privilégiés par la loi en matière d'éducation, d'immigration, de droit de vote, de citoyenneté, d'acquisition de terres et de procédure pénale sur une période allant du XVIIe siècle aux années 1960. À cette époque, de nombreux groupes non protestants immigrants d'Europe — particulièrement les juifs, les catholiques, les Irlandais, les Polonais et les Italiens — sont victimes d'exclusion xénophobe et d'autres formes de discrimination fondées sur l'ethnicité dans la société américaine.
Parmi les principales institutions racialement et ethniquement structurées figurent l'esclavage, les guerres indiennes, les réserves indiennes, la ségrégation raciale, pensionnats pour Autochtones aux États-Unis et les camps d'internement. La discrimination raciale officielle est en grande partie interdite au milieu du XXe siècle et en est venu à être perçue comme socialement inacceptable et/ou moralement condamnable.
Le racisme se reflète toujours dans les inégalités socioéconomiques (en) et emprunte des formes d'expression plus modernes et indirectes, la plus prédominante étant le racisme symbolique (en). La stratification raciale se perpétue dans les secteurs de l'emploi, du logement, de l'éducation, des prêts bancaires et du gouvernement.
Selon le réseau américain des droits de l'homme (en), réseau de dizaines d'organisations américaines pour les droits civiques et les droits de l'homme, la « discrimination imprègne tous les aspects de la vie aux États-Unis et s'étend à toutes les personnes de couleur (en) ».

## Contexte historique

### Afro-Américains

#### Avant la guerre de Sécession

##### Traite négrière atlantique
Bien que l'existence de l'esclavage constitue sans doute la racine des conceptualisations ultérieures des Afro-Américains, les origines de l'esclavage des Africains ont une importante fondation économique. Parmi les élites européennes qui structurent la politique nationale tout au long de l'âge du système de commerce atlantique, il existe une idéologie populaire appelée mercantilisme ou croyance que les buts de la politique sont centralisés autour du pouvoir militaire et de la richesse économique. Elles considèrent la valeur des possessions coloniales comme source de richesse minérale et de matières premières et comme un moyen d'exportation de produits dans le pays d'accueil. La population d'Amérindiens comme main-d’œuvre s'avère trop réduite après décimation par les maladies et la violence. L'utilisation des peuples européens volontaires s'avère également non durable, coûteuse et préjudiciable à l'emploi domestique et à la compétitivité. Contrairement aux populations précédentes, les Africains sont « disponibles en grand nombre à des prix qui rendent l'agriculture de plantation aux Amériques rentable ».
Certains historiens font valoir que, parallèlement aux motifs économiques qui sous-tendent l'esclavage dans les Amériques, les schémas européens du monde jouent un grand rôle dans l'esclavage des Africains. Selon ce point de vue, le groupe européen pour le comportement humain inclut le sous-continent alors que les cultures indiennes africaines et américaines ont une définition plus localisée d'un « initié ». Bien qu'aucun schéma ne possède de supériorité inhérente, l'avantage technique des Européens devient une ressource pour diffuser la conviction qui met en évidence leurs schémas, que les non-Européens peuvent être réduits en esclavage. Avec la capacité d'étendre leur représentation schématique du monde, les Européens peuvent imposer un contrat social, permettant moralement trois siècles d'esclavage africain. Alors que la désintégration de ce contrat social au XVIIIe siècle conduit à l'abolition de l'esclavage, il est soutenu que la suppression des obstacles au « statut d'initié » est un processus très lent et encore à l’œuvre de nos jours.
En conséquence de ces éléments apparaît la traite négrière atlantique. Selon la base de données Trans-Atlantic Slave Trade, entre 1626 et 1850 un total estimé de 305 326 esclaves sont transportés de force par ses navires américains vers les Amériques,. En outre, environ une famille sur quatre au Sud possède des esclaves avant la guerre. Selon le recensement américain de 1860, il y a environ 385 000 propriétaires d'esclaves pour environ 1,5 million de familles blanches.

##### Efforts vers l'abolition
Dans la première partie du XIXe siècle, divers organismes sont établis préconisant le déplacement des Noirs aux États-Unis à des endroits où ils bénéficieront d'une plus grande liberté; certains approuvent la colonisation tandis que d'autres préconisent l'émigration. Durant les années 1820 et 1830, l'American Colonization Society (ACS) est le principal véhicule de propositions pour retourner les Noirs américains à plus de liberté et d'égalité en Afrique et en 1821 l'ACS fonde la colonie du Liberia et aide des milliers d'anciens esclaves afro-américains et de Noirs libres (dans le cadre de limites imposées par la loi) pour les y déplacer en provenance des États-Unis. L'effort de colonisation résulte d'un mélange de motifs qu'expose son fondateur Henry Clay indiquant [qu'en raison du] « préjugé invincible résultant de leur couleur, ils n'ont jamais pu fusionner avec les blancs libres de ce pays. Il était donc souhaitable, car cela les respectait ainsi que le résidu de la population du pays, d'en tarir la source ».
Bien que la Constitution ait interdit l'importation de nouveaux esclaves africains en 1808 et qu'en 1820 la traite des esclaves est assimilée à de la piraterie punissable de la peine de mort, la pratique de l'esclavage se poursuit encore pendant le demi-siècle suivant. Tous les esclaves uniquement dans les zones des États confédérés d'Amérique qui ne sont pas sous le contrôle direct du gouvernement des États-Unis sont déclarés libres par la Proclamation d'émancipation publiée le 1er janvier 1863 par le président Abraham Lincoln. Il convient de noter que la Proclamation d'émancipation ne s'applique pas aux zones fidèles à/ou contrôlées par l'Union, aussi le document ne libère-t-il que les esclaves où l'Union n'a toujours pas trouvé la légitimité de proclamer la liberté. L'esclavage n'est pas réellement aboli aux États-Unis avant l'adoption du 13e amendement, déclaré ratifié le 6 décembre 1865.
Environ 4 millions d'esclaves Noirs sont libérés en 1865. Quatre-vingt-cinq pour cent des Noirs vivent dans le Sud, composant un tiers de la population par opposition à un pour cent de la population du Nord. Par conséquent, les craintes d'émancipation éventuelle sont beaucoup plus importantes dans le Sud que dans le Nord. Sur la base des chiffres du recensement de 1860, 8 % de l'ensemble des Américains blancs âgés de 13 à 43 ans meurent au cours de la guerre de Sécession, dont 6 % dans le Nord et un extraordinaire 18 % dans le Sud.

#### De l'époque de la reconstruction à la Première Guerre mondiale

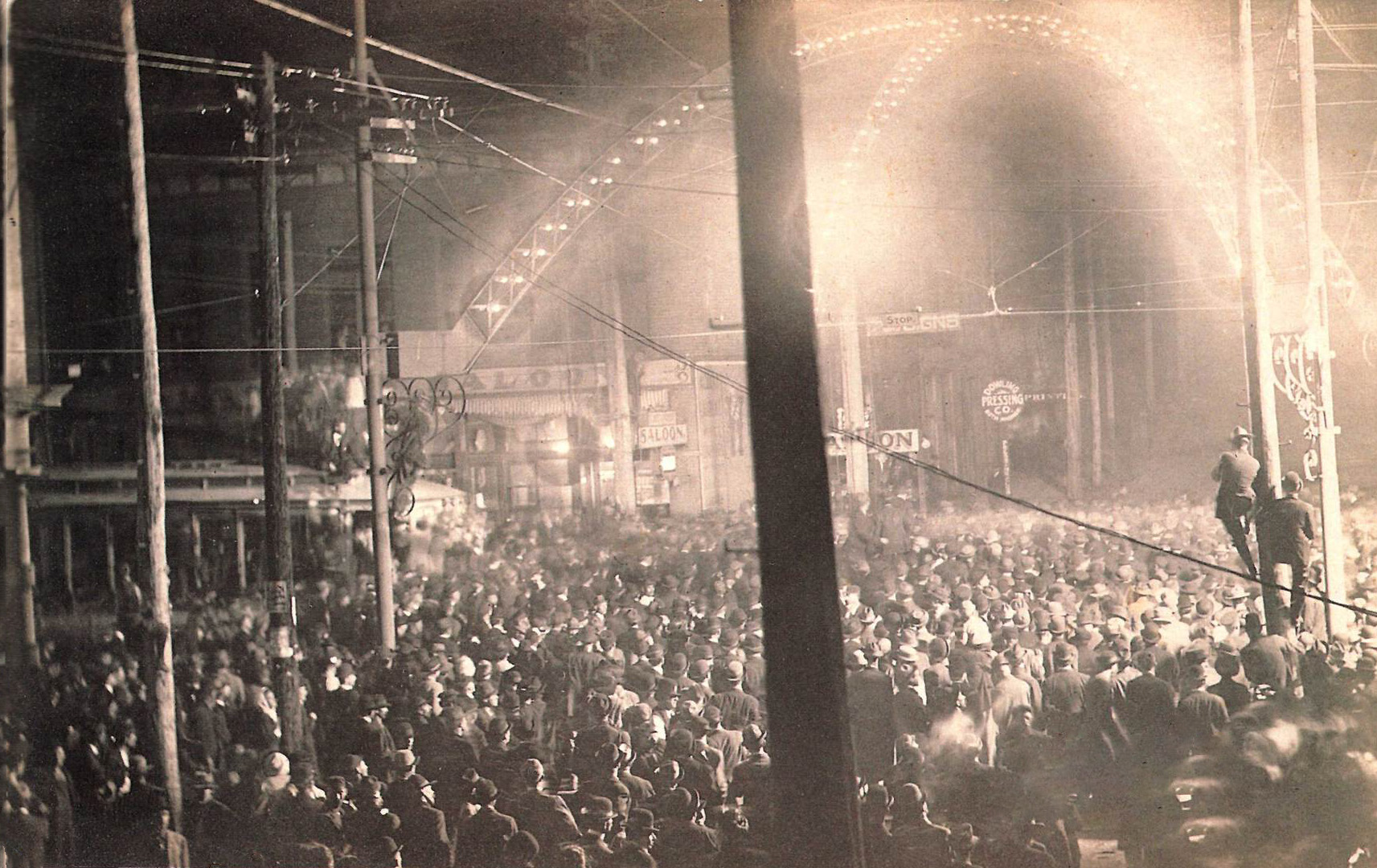
Lynchage par la foule de Will James, Cairo, Illinois, 1909.

##### Époque de la reconstruction
Après la guerre de Sécession, le 13e amendement qui abolit formellement l'esclavage est ratifié en 1865. Par ailleurs, le Congrès adopte le Civil Rights Act of 1866 qui accorde un certain nombre de droits civils à toutes les personnes nées aux États-Unis. Malgré cela, l'émergence des « Black Codes » qui sanctionnent les actes de soumission contre les Noirs, continuent à interdire aux Afro-Américains les droits civiques qui leur sont dus. Le 14e amendement est ratifié en 1868 pour accompagner cet effort et le Civil Rights Act de 1875 est proclamé dans la foulée. Ce dernier est aboli par une décision qui mine le pouvoir fédéral de contrecarrer la discrimination raciale privée. Cependant, le dernier des amendements de l'époque de la reconstruction, le 15e amendement promet le droit de vote aux hommes afro-américains et grâce à ces efforts fédéraux cumulés, les Afro-Américains commencent à bénéficier de l'émancipation. Les Afro-Américains commencent à voter, à chercher des emplois de bureau et à utiliser les services de l'éducation publique. Pourtant, à la fin de la reconstruction, au milieu des années 1870, les violents suprémacistes blancs prennent le pouvoir par l'intermédiaire de groupes paramilitaires tels que les Red Shirts (en) et la White League et imposent les lois Jim Crow qui privent les Afro-Américains du droit de vote et instituent des politiques discriminatoires systémiques à travers des politiques de ségrégation raciale inégales.

##### L'après-reconstruction
Le siècle nouveau voit un durcissement du racisme institutionnalisé et de la discrimination légale contre des citoyens d'origine africaine aux États-Unis. Tout au long de cette période d'après la guerre civile, une stratification raciale informelle et systémique est appliquée pour solidifier l'ordre social préexistant. Bien qu'ils soient techniquement en mesure de voter, l'impôt par tête, des actes de terreur généralisés tels que le lynchage (en) (souvent perpétré par des groupes comme le Ku Klux Klan renaissant, fondé pendant la reconstruction du Sud) et des lois discriminatoires telles que les clauses de grand-père maintiennent les Noirs américains privés de leurs droits, en particulier dans le Sud. Qui plus est, la discrimination s'étend à la législation d'État qui « alloue un soutien financier largement inégal » aux écoles pour Noirs et Blancs.
En plus de cela, les fonctionnaires de comtés redistribuent parfois des ressources affectées aux écoles pour les Noirs aux écoles pour Blancs, sapant davantage les possibilités éducatives. En réponse au racisme de jure, des groupes de protestation et de lobbyistes apparaissent, notamment la NAACP (National Association for the Advancement of Colored People) en 1909.
Cette période est parfois appelée le nadir des relations raciales américaines parce que le racisme, la ségrégation, la discrimination raciale et les manifestations du suprémacisme Blanc sont tous en augmentation. C'est également le cas des violences anti-Noirs, dont les émeutes raciales (en) telles que l'émeute raciale d'Atlanta (en) de 1906 et l'émeute raciale de Tulsa de 1921.

##### Grande Migration
En outre, le racisme considéré jusqu'alors essentiellement comme un problème des États du Sud, fait irruption dans la conscience nationale à la suite de la Grande Migration, le déplacement de millions d'afro-Américains de leurs racines dans les États du Sud vers les centres industriels du Nord après la Première Guerre mondiale, en particulier dans des villes comme Boston, Chicago et New York (Harlem). Dans Chicago, par exemple, entre 1910 et 1970 le pourcentage des Afro-Américains bondit de 2,0 pour cent à 32,7 pour cent. Les tendances démographiques des migrants noirs et les conditions économiques extérieures sont des éléments largement étudiés concernant la Grande Migration. Par exemple, les Noirs migrant (entre 1910 et 1920) sont plus susceptibles d'être alphabétisés que les Noirs qui restent dans le Sud. Des facteurs d'incitation économique connus jouent un rôle dans la migration tels que l'émergence d'un marché du travail fractionné et la détresse agricole due à la destruction par les charançons de l'économie du coton.
Les migrants du Sud sont souvent traités en accord avec la stratification raciale préexistante. L'afflux rapide des Noirs perturbe l'équilibre racial dans les villes, aggravant l'hostilité à la fois des Noirs et des Blancs du Nord. Les schémas stéréotypés des Noirs du Sud sont utilisés pour attribuer les problèmes des zones urbaines, tels que la criminalité et les maladies, à la présence d'Afro-Américains. Dans l'ensemble, les Afro-Américains dans les villes du Nord sont victimes de discrimination systémique dans une multitude de domaines de la vie. En ce qui concerne l'emploi, les possibilités économiques pour les Noirs sont dirigées vers un statut inférieur et restrictif de la mobilité potentielle. Dans le marché du logement, de fortes mesures discriminatoires sont utilisées en corrélation avec l'afflux de Noirs, résultant dans un mélange de « violence ciblée, de clauses restrictives et de distinction raciale soulignée en rouge ».
Tout au long de cette période, les tensions raciales éclatent, le plus violemment à Chicago et les lynchages par les foules, généralement à caractère raciste, augmentent de façon spectaculaire dans les années 1920.

#### De la Seconde Guerre mondiale à l'époque des droits civiques
Les lois Jim Crow sont des lois nationales et locales adoptées dans les États du Sud et les États frontaliers des États-Unis et appliquées entre 1876 et 1965. Elles rendent obligatoires le statut Séparés mais égaux pour les Noirs américains. En réalité, cela conduit à un traitement et des conditions qui sont presque toujours inférieurs à ceux fournis aux Américains blancs. Les lois les plus importantes exigent que les écoles publiques, les lieux publics et les transports en commun, comme les trains et les autobus, disposent d'installations séparées pour les Blancs et les Noirs. La ségrégation scolaire parrainée par les États est déclarée inconstitutionnelle par la Cour suprême des États-Unis en 1954 par l'arrêt Brown v. Board of Education. Un des premiers arrêts de la Cour fédérale à contester la ségrégation dans les écoles est la décision Mendez v. Westminster (en) en 1946.
En réponse à l'augmentation de la discrimination et de la violence, des actes non violents de protestation commencent à se produire. En février 1960 par exemple, à Greensboro en Caroline du Nord, quatre jeunes étudiants afro-américains entrent dans un magasin Woolworth's et s'installent au comptoir mais le service leur est refusé. Ces hommes ont appris la protestation non-violente à l'université et restent assis tranquillement tandis que les Blancs les tourmentent au comptoir, leur versant du ketchup sur la tête et les brûlant avec des cigarettes (voir Sit-ins de Greensboro). Après cela, de nombreux sit-in ont lieu lors de protestations non-violentes contre le racisme et l'inégalité. Des sit-ins continuent dans tout le Sud et se propagent à d'autres régions. Finalement, après de nombreux sit-in et autres manifestations non violentes, dont des marches et des boycotts, différents endroits commencent à accepter la déségrégation.
L'attentat de l'église baptiste de la 16e rue marque un tournant au cours de l'ère des droits civiques en attirant l'attention nationale. Le dimanche 15 septembre 1963, avec une pile de dynamite cachée sur un escalier extérieur, le Ku Klux Klan détruit un côté de l'église de Birmingham. La bombe explose à proximité de vingt-six enfants qui se préparent dans une salle de réunion située au sous-sol. L'explosion tue quatre filles noires, Carole Robertson (14 ans), Cynthia Wesley (14 ans), Denise McNair (11 ans) et Addie Mae Collins (14 ans),.
Cet attentat qui survient seulement quelques semaines après la marche de Martin Luther King sur Washington, devient partie intégrante de la transformation de la perception des conditions des Noirs en Amérique. Elle influence le passage de la loi sur les droits civiques de 1964 et de la loi sur le droit de vote qui annulent les lois Jim Crow encore en vigueur. Néanmoins, ces lois ne sont toujours pas entrées en vigueur à la fin des années 1960.
La ségrégation se poursuit même après la disparition des lois Jim Crow. Les données sur les prix et les attitudes envers l'intégration suggèrent qu'au milieu du XXe siècle, la ségrégation est le produit d'actions collectives entreprises par les Blancs en vue d'exclure les Noirs de leurs quartiers. La ségrégation prend aussi la forme du redlining, pratique qui consiste à refuser ou augmenter le coût de services tels que la banque, l'assurance, l'accès à l'emploi ainsi que l'accès aux soins de santé ou même aux supermarchés aux résidents de certains secteurs, souvent racialement déterminés. Bien qu'aux États-Unis la discrimination et la ségrégation informelle ont toujours existé, le redlining commence par la National Housing Act de 1934 qui établit la Federal Housing Administration (FHA). La pratique est combattue d'abord par l'adoption de la Fair Housing Act de 1968 (qui empêche le redlining lorsque les critères de celui-ci sont fondés sur la race, la religion, le sexe, la situation familiale, le handicap ou l'origine ethnique), et plus tard par la Community Reinvestment Act de 1977 qui oblige les banques à appliquer les mêmes critères de prêt à toutes les communautés. Bien que la pratique du redlining soit illégale, certains soutiennent qu'elle continue d'exister sous d'autres formes.

#### Présent
Bien que de substantiels gains soient effectués dans les décennies suivantes grâce à l'accroissement de la classe moyenne et de l'emploi public, la pauvreté des Noirs et le manque d'éducation s'aggravent dans le contexte de désindustrialisation. Les préjugés, la discrimination et le racisme institutionnel (voir ci-dessous) continuent d'affecter les Afro-Américains.
De 1981 à 1997, le ministère de l'Agriculture des États-Unis pratique la discrimination de dizaines de milliers d'agriculteurs noirs américains, refusant des prêts accordés aux fermiers blancs dans des circonstances similaires. La discrimination fait l'objet du procès Pigford v. Glickman (en) intenté par des membres de la National Black Farmers Association (en) qui aboutit à deux accords transactionnels de 1,25 milliard de dollars en 1999 et de 1,15 milliard en 2009.
On fait valoir qu'il existe un daltonisme ou « compréhension que les différences culturelles enracinées dans les identités raciales ne sont pas pertinentes pour les perspectives et leur bien-être des peuples ». Pourtant, un contre-exemple à cette allégation est que les entrevues avec les employeurs révèlent la réticence des employeurs tant Noirs que Blancs à employer de « jeunes hommes urbains qui présentent des styles de comportement de la classe inférieure », soulignant l'existence de préjugés socio-économiques intégrés.
Qui plus est, de nombreux commentateurs mentionnent l'élection présidentielle de 2008 comme un pas en avant dans les relations raciales : les Américains blancs ont en effet joué un rôle dans l'élection de Barack Obama, premier président noir du pays. De fait, Obama a reçu un plus grand pourcentage du vote blanc (43 %) que n'en a eu le candidat démocrate précédent, John Kerry (41 %). Les divisions raciales persistent tout au long de l'élection ; les électeurs noirs donnent à Obama un large avantage lors de la primaire présidentielle où 8 Afro-Américains sur 10 ont voté pour lui lors des primaires et un sondage MSNBC indique que la race est un facteur clé pour déterminer si un candidat est perçu comme étant prêt pour cette charge. En Caroline du Sud par exemple, « les Blancs étaient beaucoup plus susceptibles de nommer Clinton que Barack Obama comme étant le plus qualifié pour être commandant en chef, le plus susceptible d'unir le pays et le plus apte à accéder à la Maison-Blanche en novembre. Les Noirs ont préféré Obama à Clinton par des marges encore plus importantes de deux voire trois contre un dans les trois domaines ».
Le sociologue Russ Long allègue en 2013 qu'il existe maintenant un racisme plus subtil qui associe une race spécifique avec une caractéristique spécifique. Dans une étude de 1993 menée par Katz et Braly, il est indiqué que « les Noirs et les Blancs entretiennent divers stéréotypes réciproques, souvent négatifs ». L'étude de Katz et Braly avance également que parce que les Afro-Américains et les Blancs considèrent les traits qu'ils identifient mutuellement comme une menace, la communication interraciale entre les deux est susceptible d'être « hésitante, réservée et empreinte de dissimulation ». La communication interraciale est guidée par des stéréotypes lesquels sont transférés sur la personnalité et les traits de caractère ce qui conduit à avoir un effet sur la communication. De multiples facteurs entrent dans la façon dont les stéréotypes sont établis, comme l'âge et le contexte dans lequel ils sont appliqués. Par exemple, dans une étude réalisée par l'indice Entman-Rojecki de Race and Média en 2014, 89 % des femmes noires dans les films sont représentées comme jurant et agissant avec un comportement offensif tandis que seulement 17 % des femmes blanches sont ainsi représentées.
Selon un rapport du FBI, les crimes à caractère raciste ont connu une hausse de 26 % autour de l'élection de Donald Trump à la présidence des États-Unis (octobre-décembre 2017). Pour l'AFP, la campagne électorale de Donald Trump, jouant sur la peur de l'étranger et liant constamment la criminalité aux minorités issues de l'immigration, serait en cause dans cette forte hausse.

### Asio-Américains
Les Américains d'origine asiatique sont victimes de beaucoup d'expressions de racisme depuis qu'ils ont commencé à immigrer aux États-Unis. L'identité américaine d'origine asiatique s'est développée pour inclure aujourd'hui de nombreux différents types d'identités sociales. Pour les catégoriser et les classer, Shinsuke Eguchi sépare les Américains d'origine asiatique en trois identités. Un type d'identité vécue par les Asiatiques existe en raison de la « diaspora asiatique ». Cela concerne les immigrants asiatiques venus en Amérique en provenance de pays étrangers. Ces Asiatiques sont également connus comme appartenant à la première génération. Le deuxième type d'identité comprend les Asiatiques nés aux États-Unis. Ceux qui se rapportent à cette identité peuvent être de deuxième, troisième génération ou plus. Leur identité n'est ni entièrement asiatique ni totalement américaine. Le troisième type identifie les Américains asiatiques adoptés par des familles non-asiatiques. Peu importe où l'identité des Américains d'origine asiatique peut s'identifier, tous éprouvent une sorte d'impact racial d'une manière ou d'une autre.
L'histoire américaine montre beaucoup d'exemples de ce que les Américains d'origine asiatique ont enduré et comment ils ont été traités au cours des années. Beaucoup d'événements historiques ont façonné la discrimination à laquelle les Américains d'origine asiatique sont confrontés de nos jours.
Tandis que l'Amérique est encore dans sa phase d'expansion industrielle, il y a une pénurie de main-d'œuvre dans les industries minières et ferroviaires. C'est alors que les Asiatiques commencent à immigrer et sont à l'origine d'un énorme flux en Amérique à cette époque. Les immigrants chinois commencent à être détestés parce qu'ils prennent les emplois des Blancs pour un salaire moindre. Les Américains blancs veulent qu'ils soient déportés. Il y a tellement d'Asiatiques qui travaillent dans les industries américaines qu'en 1882 est promulguée la loi d'exclusion des Chinois. C'est la première fois qu'une loi fondée sur l'appartenance ethnique et la classe est adoptée.
En 1907, les travailleurs japonais commencent à migrer vers les États-Unis pour remplacer les travailleurs chinois dans les industries. Theodore Roosevelt restreint la possibilité pour les Japonais de continuer à migrer. Plus tard, un gentlemen's agreement est réalisé et le Japon accepte de cesser de délivrer des passeports à ses travailleurs afin qu'ils ne puissent pas migrer vers les États-Unis.
En 1924, est votée la lois des origines nationales. Cette loi permet à ceux qui viennent de l'hémisphère occidental d'entrer aux États-Unis. Puis, au début des années 1940, les Nippo-Américains commencent à être désignés comme le « péril jaune ». Cela signifie qu'ils sont considérés comme dangereux et une menace pour le mode de vie américain. Pour ajouter à la discrimination des Américains à l'égard des Japonais, le Japon bombarde Pearl Harbor ce qui a pour conséquence l'internement des Nippo-Américains dans des camps de regroupement en 1941. Finalement, en 1945, le Japon capitule ce qui met un terme à la Seconde Guerre mondiale. Cependant, lorsque cela se produit, les communistes prennent également le pouvoir en Chine et les Chinois sont alors considérés comme le nouveau « péril jaune ».
En 1965, les lois sur l'immigration entraînent une énorme vague d'immigration aux États-Unis. Cette loi permet à tout le monde de venir en Amérique.
En 1990, des visas de travail temporaires pour non-immigrants sont accordés pour pallier la pénurie de main-d'œuvre qualifiée aux États-Unis.
Toute l'histoire des Asiatiques en Amérique a conduit à créer avec succès une « minorité modèle » où les Asiatiques sont généralement perçus comme éduqués et globalement considérés comme une race qui connaît beaucoup de succès. Les Américains d'origine asiatique sont souvent considérés comme la « minorité modèle », ce qui signifie qu'ils sont stéréotypés comme intelligents et travailleurs mais socialement calmes et timides, ce qui les place dans une position moins valorisée.
Il existe des réalités de minorité modèle auxquelles les Américains asiatiques doivent faire face tous les jours et qui leur créent une vie plus compliquée. De fait, il y a effectivement de nombreux inconvénients culturels rencontrés par les Américains d'origine asiatique vivant aux États-Unis aujourd'hui. Parce que les Asiatiques en Amérique sont généralement considérés à la lumière positive de l'idée de « minorité modèle », les gens ne s'attendent pas à ce qu'ils aient de difficulté à composer avec tout type de questions raciales mais en réalité ils doivent faire face à des problèmes qui viennent de tous les groupes de personnes. Les Américains d'origine asiatique vivent à peu près le rôle de la « personne moyenne » dans la hiérarchie sociale. Cela signifie qu'ils se tiennent quelque part entre les Blancs et les Noirs et qu'ils ont le potentiel d'être victimes de discrimination, non seulement de la part des Blancs mais également d'autres minorités ethniques.
Le type de traitement auquel les Américains d'origine asiatique sont confrontés est très varié. Ils sont agressés par des attitudes racistes provenant de tous les niveaux de la société américaine et du gouvernement américain. Plus précisément, les Japonaises entrées en Amérique ont connu beaucoup de vicissitudes. Lorsque les Japonaises de première génération sont venues en Amérique, beaucoup se sont adonnées à la prostitution comme moyen de gagner leur vie. Leur motivation initiale pour venir en Amérique était de trouver un mari, de se marier et d'avoir des enfants mais beaucoup se sont tournées vers la prostitution à la place. Pour cette raison, le nombre croissant des immigrants japonais ajoute progressivement au préjugé envers les Japonais. Les Japonaises de première et deuxième génération venues en Amérique ont lutté contre les sentiments anti-japonais. Pour prouver leurs contributions, elles ont essayé de montrer qu'elles avaient une forte éthique de travail et étaient prêtes à travailler pour des emplois peu rémunérés. En fait, cela a aggravé la discrimination et causé plus de détestation encore de la part des Américains. Parce que les Asiatiques travaillaient pour de tels emplois à bas salaire, ils étaient préférés à l'embauche. C'est pourquoi les Américains ont considéré que les Japonais se dégradaient eux-mêmes.
En 1913, la Californie promulgue une loi foncière pour les étrangers. Cette loi agraire restreint la location de terres à des périodes de trois ans. En 1920, la Californie promulgue une autre loi foncière pour les étrangers. Celle-ci rend illégal pour les immigrants de première génération de louer des terres agricoles, même s'ils sont jugés éligibles à la citoyenneté.
Aujourd'hui, le lieu de travail est un endroit où de nombreux Américains asiatiques éprouvent beaucoup de discrimination. C'est aussi l'endroit où ils sont susceptibles de faire face aux conséquences les plus négatives de l'idée de « minorité modèle ». Les enquêtes montrent juste combien d'Américains asiatiques souffrent de discrimination sur leur lieu de travail. En 2000, sur 1 218 adultes asiatiques Américains, 92 pour cent de ceux qui ont connu une discrimination personnelle indiquent que ce traitement injuste a pour cause leur appartenance ethnique. Quarante pour cent d'entre eux indiquent qu'ils sont victimes de discrimination sur leur lieu de travail en matière d'obtention d'emplois ou de promotions. En 2007, il a été signalé par la Equal Employment Opportunity Commission que les Asiatiques représentent 10 pour cent des emplois professionnels et que seulement 3,7 pour cent d'entre eux occupent des postes de cadre, de niveau supérieur ou de gestionnaire. Cela montre combien, de tous les Asiatiques qui occupent des emplois professionnels, très peu ont la possibilité d'aller plus loin que la position qu'ils occupent actuellement. Cela en raison de la stigmatisation qui fait que les gens croient que les Asiatiques ne possèdent pas les compétences sociales nécessaires pour être en mesure d'occuper des postes de direction plus élevés. Il est vrai que les gens doivent posséder un certain ensemble de compétences afin d'avancer dans ce qu'ils font, mais pour les Américains asiatiques, c'est au point où ils sont jugés avant même qu'ils aient la possibilité d'exprimer les compétences qu'ils possèdent. Beaucoup de gens voient ce qu'ils s'attendent à voir à cause des stéréotypes qui créent des distorsions dans leur esprit. Les stéréotypes projetés sur les Américains asiatiques aujourd'hui par rapport à la force de travail comprennent la réussite dans l'ingénierie, l'informatique et les mathématiques. Fondamentalement, les Asiatiques sont considérés comme plus susceptibles d'exceller dans des postes techniques par rapport aux positions non-techniques qui incluent davantage de compétences sociales. Cette perception que les Asiatiques n'ont pas les compétences sociales peut être un gros obstacle pour ceux d'entre eux qui veulent exceller dans les postes de direction les plus sociaux.
Comme le montrent les études, la discrimination des Américains d'origine asiatique joue un grand rôle dans l'élaboration négative de leur vie. De nombreux groupes ethniques américains souffrent de discrimination ce qui conduit finalement à des modes de vie malsains pour eux. Certaines autres formes de discrimination en dehors de celles trouvées dans l'idée de « minorité modèle » et les lieux de travail incluent les crimes de profilage et de haine raciale. La recherche démontre qu'il n'y a pas tant de différence entre la discrimination raciale et les troubles mentaux chez les Américains d'origine asiatique. Quant à leur santé de façon générale, il a été constaté que l'expérience d'un traitement injuste en raison de la discrimination raciale ou ethnique conduit à une inclination au tabagisme. Le traitement social des Américains d'origine asiatique causé par leur race/ethnicité contribue à expliquer l'augmentation et la gravité des schémas de fumeurs chez les américains d'origine asiatique. Parce que les Asiatiques sont connus pour ne pas être aussi compétents en anglais, ils sont considérés comme étant plus sujets aux maladies et ayant une qualité de vie moindre.
Dans l'ensemble, les Américains d'origine asiatique qui prennent conscience de l'injustice raciale qu'ils éprouvent sont encouragés à prendre la responsabilité d'éduquer les membres de leur communauté sur le racisme dont ils sont victimes.

### Immigrants européens
Divers groupes d'immigrants provenant d'Europe ont été soumis à la discrimination soit sur la base de leur statut d'immigrant (appelé « nativisme ») ou sur la base de leurs origines ethniques (pays d'origine).

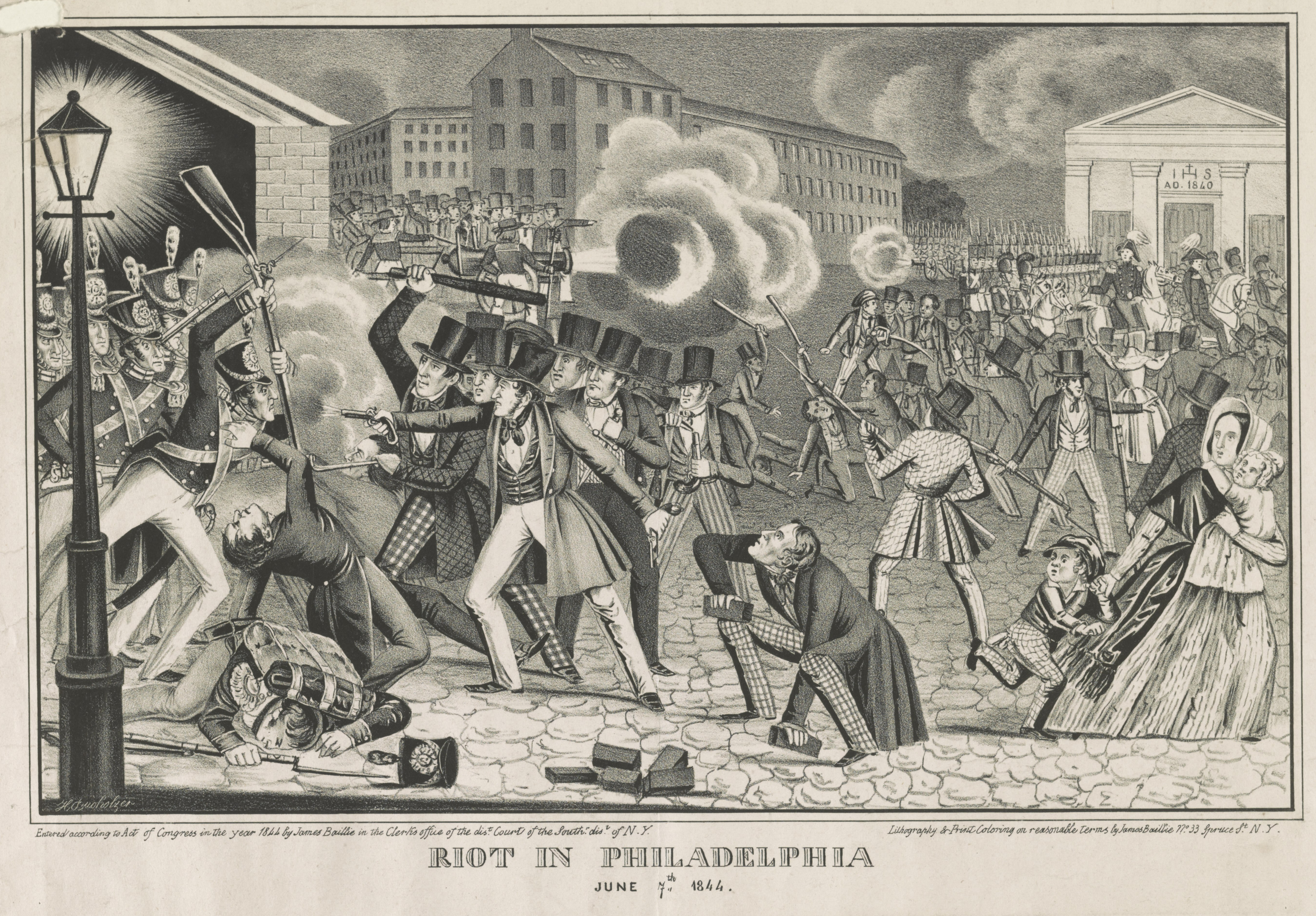
Émeutes anti-catholiques de 1844 à Philadelphie.

Au XIXe siècle, cela est particulièrement vrai des préjugés anti-Irlandais (en) qui sont en partie un sentiment anticatholique et en partie anti-Irlandais. Sont spécifiquement concernés les catholiques irlandais qui ont immigré aux États-Unis surtout à partir des années 1830 ; les Irlandais (majoritairement catholiques, mais aussi protestants) qui quant à eux s'étaient installés en Amérique au XVIIIe siècle avaient largement (mais pas entièrement) échappé à de telles discriminations car ils s'étaient fondus dans la population blanche américaine en général. Les émeutes nativistes anticatholiques qui éclatent à Philadelphie en 1844 provoquent une douzaine de morts et des centaines de blessés.
Au XXe siècle apparaît la discrimination contre les immigrants d'Europe méridionale et orientale (particulièrement Italo-Américains et Polono-Américains), en partie à cause du sentiment anti-catholique (contre les Irlandais-Américains), et en partie à cause du « nordicisme » qui considère les immigrants non-germains, non-scandinaves ou non-britanniques comme racialement inférieurs.

« Les lois biologiques nous disent que certaines personnes divergentes ne se mélangeront ni ne fusionneront. Les pays nordiques se propagent avec succès. Avec d'autres races, le résultat montre une détérioration des deux côtés. »

— Futur président américain Calvin Coolidge, 1921.
Le « nordicisme » conduit à la réduction du nombre d'Européens du Sud c'est-à-dire des immigrés slaves, des Européens de l'Est et des Russes selon la loi des origines nationales de la Emergency Quota Act de 1921 et la loi d'immigration Johnson-Reed de 1924 dont l'objectif est de maintenir le statu quo de la distribution de l'ethnicité en limitant l'immigration en proportion des populations existantes. Cela réduit l'afflux de la moyenne antérieure à 1921 de 176 983 immigrants en provenance de l'Europe du Nord, centrale et occidentale et 685 531 immigrants pour les autres pays, principalement du Sud et de la Russie, au niveau de 1924 de 140 999 personnes pour l'Europe du Nord, centrale et occidentale et 21 847 pour les autres pays, principalement du Sud et de la Russie (d'un ratio de 1:3,9 à un ratio de 6,4:1).
Il existe également une discrimination contre les Germano-Américains et les Italo-Américains parce que ces pays étaient ennemis lors de la Première Guerre mondiale (Allemagne) et de la Seconde Guerre mondiale (Allemagne et Italie). Cela se traduit par une forte diminution de l'identité ethnique germano-américaine et une forte diminution de l'utilisation de la langue allemande aux États-Unis (en) à la suite de la Seconde Guerre mondiale, présence linguistique jusque-là importante, et à l'internement des Germano-Américains et des Italo-Américains (en) durant la Seconde Guerre mondiale.
La question des ethnies américano-européennes spécifiques diminue de façon significative comme thème politique dans les années 1930, remplacé par un bi-racisme Noir/Blanc comme décrit et prédit par Lothrop Stoddard en raison de nombreuses causes. La formule origines nationales réduit considérablement les entrées de groupes ethniques non-nordiques. La Grande Migration (des Afro-Américains hors du Sud) déplace le racisme anti-immigrants Blancs par le racisme anti-Noir et la Grande Dépression met les préoccupations économiques au premier plan.
Le sentiment anti-catholique reste manifeste dans la campagne présidentielle de John Fitzgerald Kennedy qui néanmoins est élu premier président catholique des États-Unis (et même non-protestant).
Après la chute du mur de Berlin et l'effondrement de l'Union soviétique à la fin des années 1980 et au début des 1990, de nombreux immigrants viennent aux États-Unis en provenance de Russie. Un nouveau type de stéréotypes, parfois décrit comme du racisme et fondé sur les anciens stéréotypes de la Guerre froide, commence à cibler les personnes originaires des anciennes républiques soviétiques. Il y a beaucoup de blagues qui font référence à un passé communiste, à la corruption, à la consommation élevée d'alcool, au taux élevé de criminalité, à la prostitution et au chômage. Certaines personnes commencent à utiliser des mots comme Eurotrash, mafia, coco, borat et Russki lorsqu'elles désignent des Russes, des Ukrainiens, des Biélorusses ou les peuples des Balkans (principalement Serbes et Albanais). Durant les Jeux olympiques d'hiver de 2010 à Vancouver, le commentateur Mike Milbury de la NBC emploie le terme Eurotrash (en) (« ordure européenne ») pour décrire l'équipe de hockey russe. Les blagues sur les mariages par correspondance russes, les prostituées et mannequins européennes, la renaissance des Européens de l'Est et des latino-européens (en particulier des stéréotypes ethniques anti-Polonais et anti-Italiens) dans les films et séries de télévision (Jersey Shore, Les Soprano, My Big Fat Greek Wedding, The Real Housewives of New Jersey et It's Always Sunny in Philadelphia) et les images offensantes deviennent populaires parmi les jeunes aux États-Unis.

### Latino-Américains
Les Américains d'origine latino-américaine (souvent classés comme « Hispaniques ») proviennent d'une grande variété d'origines raciales et ethniques. Les Latinos ne se distinguent pas tous comme minorité raciale.
Après la guerre américano-mexicaine (1846–1848), les États-Unis annexent une grande partie de la région sud-ouest du Mexique actuel. Les Mexicains résidant dans ce territoire se trouvent être l'objet de discrimination. On estime qu'au moins 597 Mexicains ont été lynchés entre 1848 et 1928 (c'est une estimation prudente en raison du manque de documents dans de nombreux cas de lynchages signalés). Les Mexicains ont été lynchés à un taux de 27,4 pour 100 000 entre 1880 et 1930. Cette statistique est la deuxième après celle relative à la communauté afro-américaine au cours de cette période, qui a subi un taux de lynchage moyen de 37,1 pour 100 000 habitants. Entre 1848 et 1879, Les Mexicains sont lynchés à un taux sans précédent de 473 pour 100 000.
Durant la Grande Dépression, le gouvernement américain met en œuvre un programme de rapatriement des Mexicains (en) destiné à encourager les immigrants mexicains à retourner volontairement au Mexique. Cependant, beaucoup sont expulsés de force contre leur volonté. Au total, jusqu'à un million de personnes d'origine mexicaine sont déportées, environ 60 pour cent de ces personnes étant en fait des citoyens américains.
Les Zoot Suit Riots sont de vifs incidents de violence raciale contre les Latinos (par exemple les Mexicano-Américains) à Los Angeles en 1943. Des personnels des forces navales stationnées dans un quartier Latino entrent en conflit avec des jeunes dans ce quartier dense. Des affrontements fréquents entre petits groupes et individus s'intensifient en plusieurs jours ininterrompus d'émeutes. D'importants groupes de militaires entrent dans les quartiers civils et cherchent à attaquer les jeunes Mexico-Américains, dont certains portent des zoot suits, habits outranciers distinctifs populaires parmi ce groupe. Les troubles se poursuivent sans opposition et même aidés par la police locale pendant plusieurs jours avant que les commandants de la base ne déclarent le centre-ville de Los Angeles et les quartiers mexicains-américains interdits aux militaires.
De nombreuses institutions publiques, des entreprises et des associations de propriétaires ont des politiques officielles d'exclusion des Américains d'origine mexicaine. Les écoliers chicanos sont soumis à la ségrégation raciale dans le système scolaire public. Dans de nombreux comtés, les Américains d'origine mexicaine sont exclus du service de juré dans les affaires judiciaires, en particulier dans celles qui impliquent un défendeur Mexicain-Américain. Dans de nombreuses régions à travers le Sud-Ouest, les Hispaniques vivent dans des zones résidentielles séparées, en raison des lois et politiques immobilières,,,.
Durant les années 1960, de jeunes Mexico-Américains forment le mouvement des droits civils Chicano.

### Américains du Moyen-Orient et sud-asiatiques

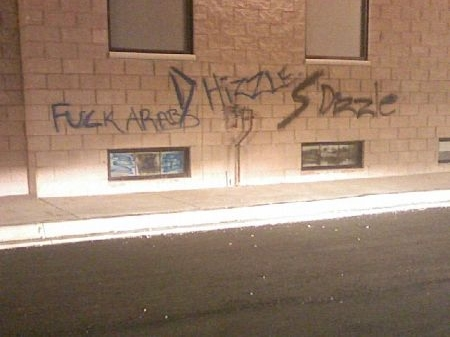
Une église assyrienne vandalisée à Detroit (2007). Les Assyriens, bien que non Arabes et majoritairement chrétiens, sont souvent discriminés aux États-Unis pour leur origine moyen-orientale.

Les peuples originaires du Moyen-Orient et de l'Asie du Sud occupent historiquement un statut racial ambigu aux États-Unis. Les immigrants de ces zones géographiques sont parmi ceux qui, à la fin du XIXe siècle et au début du XXe siècle, étaient source d'hésitations pour déterminer s'ils étaient des immigrants « blancs » comme requis par la loi de naturalisation. En 1923, les tribunaux justifient une norme de « connaissances communes », concluant que la « preuve scientifique », dont la notion de « race caucasienne » incluant les Moyen-Orientaux et de nombreux Asiatiques du Sud, est incohérente. Le juriste John Tehranian fait valoir qu'en réalité, c'était une norme « fondée sur la performance » relative à des pratiques religieuses, à l'éducation, aux mariages mixtes et au rôle d'une communauté aux États-Unis.

#### Arabes Américains
Le racisme contre les Arabes américains et l'islamophobie radicalisée contre les musulmans augmentent de façon concomitante avec des tensions entre le gouvernement américain et le monde islamique. À la suite des attentats du 11 septembre 2001, la discrimination et la violence racialisée
ont nettement augmenté contre les Arabes-Américains et de nombreux autres groupes religieux et culturels. Des universitaires, dont Sunaina Maira et Evelyn Alsultany, soutiennent que dans le climat postérieur au 11 septembre, les Américains musulmans ont été racialisés au sein de la société américaine, bien que les marqueurs de cette racialisation soient culturels, politiques et religieux plutôt que phénotypiques,.
Les Arabes-Américains en particulier, sont les plus diabolisés ce qui conduit à la haine envers les Moyen-Orientaux qui vivent aux États-Unis et ailleurs en Occident,. Il y a eu des attaques contre les Arabes non seulement sur la base de leur religion (l'islam), mais aussi sur le fondement de leur appartenance ethnique. De nombreux Chrétiens arabes ont été attaqués en raison de leur apparence. En outre, d'autres peuples du Moyen-Orient (Iraniens, Assyriens, Arméniens, Juifs, Turcs, Yézidis, Kurdes, etc.) perçus comme Arabes en raison de « similitudes dans l'apparence » ont été victimes collatérales de l'anti-arabisme.
Des personnes du Moyen-Orient non-arabes et non-musulmanes ainsi que des Sud-Asiatiques de différentes origines ethniques / religieuses (hindous, musulmans et sikhs) ont été stéréotypées comme « Arabes ». Le cas de Balbir Singh Sodhi (en), un Sikh assassiné à une station d'essence de Phoenix par un suprémaciste blanc parce qu'« il ressemblait à un terroriste arabe » (en raison de son turban qui est une exigence du sikhisme), comme celui des Hindous attaqués parce qu' « étant musulmans » ont connu un grand retentissement et ont été critiqués à la suite des attentats du 11 septembre 2001,.
Les personnes originaires du Moyen-Orient qui appartiennent aux Forces armées des États-Unis sont parfois confrontées au racisme de leurs compagnons d'armes. Army Spc Zachari Klawonn a enduré de nombreux cas de racisme lors de son service à Fort Hood dans le Texas. Au cours de sa formation de base, il a été contraint de mettre un chiffon autour de sa tête et de jouer le rôle du terroriste. Ses collègues soldats l'ont jeté à terre et ont dirigé des armes sur lui. Il a également été appelé de noms tels que raghead, singe des sables et Zachari bin Laden,.
Une étude de 2011 indique que tandis que les paramètres officiels classent les Arabes dans le cadre de la catégorie raciale blanche américaine, de nombreux Arabes-Américains d'endroits autres que le Levant sentent qu'ils ne sont pas blancs et ne sont pas perçus comme blancs par la société américaine.

#### Iraniens Américains

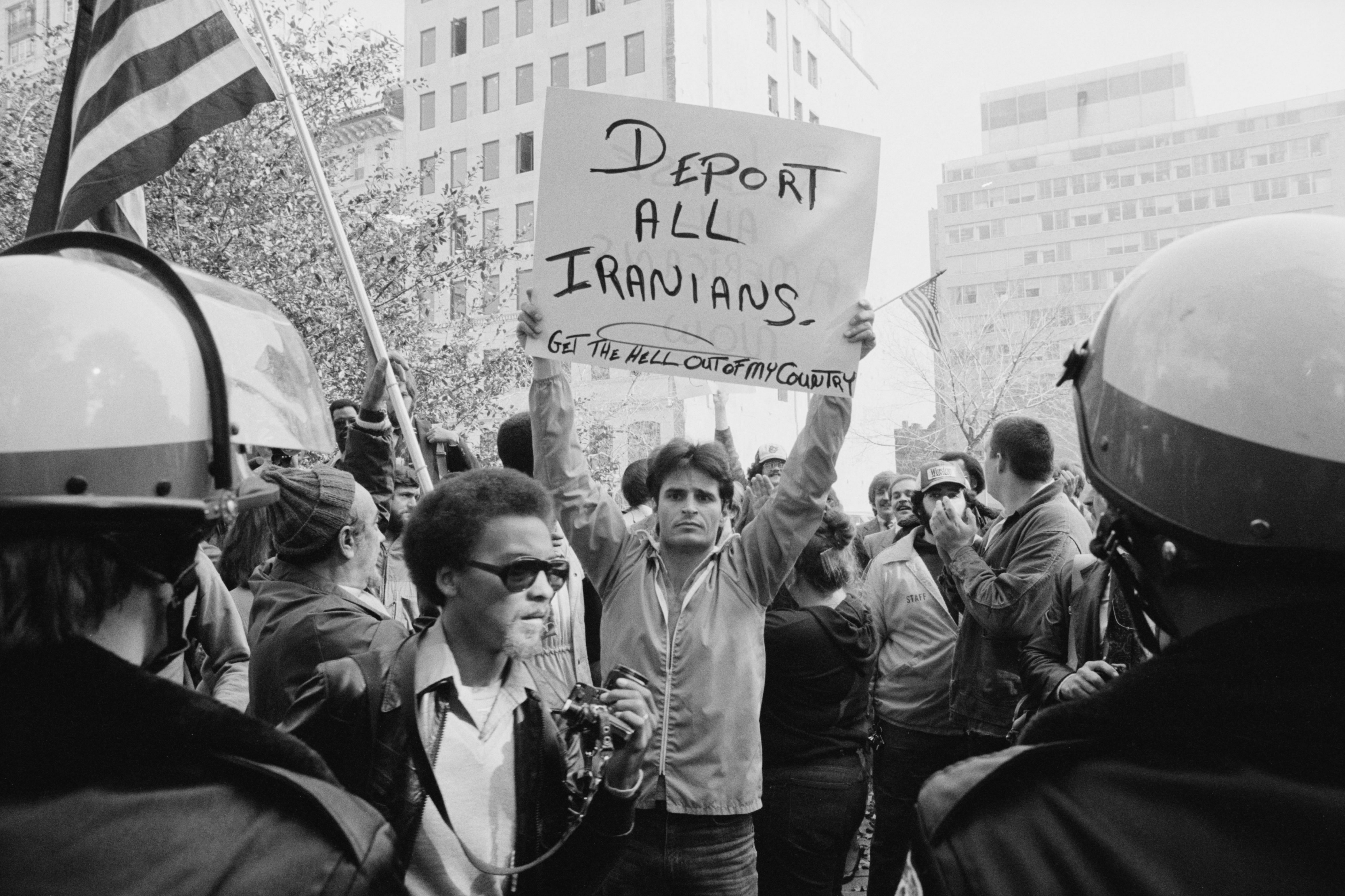
Un homme tient une pancarte sur laquelle est écrit « expulsez tous les Iraniens » et « Foutez le camp de mon pays » lors d'une manifestation à Washington à l'époque de la crise iranienne des otages en 1979.

La prise d'otages de l'ambassade américaine à Téhéran en novembre 1979 précipite une vague de sentiment anti-iranien aux États-Unis, dirigée à la fois contre le nouveau régime islamique et les ressortissants et immigrants iraniens. Même si ces sentiments diminuent progressivement après la libération des otages au début de 1981, ils éclatent encore parfois. En réponse, certains immigrants iraniens aux États-Unis prennent leurs distances avec leur nationalité et à la place s'identifient principalement sur le fondement de leur appartenance ethnique ou religieuse.
Depuis les années 1980 et surtout depuis les années 1990, il a été avancé que la représentation des Iraniens par Hollywood pour les réseaux télévisés a progressivement montré des signes de dénigrement des Iraniens. Les productions d'Hollywood telles que 24 Heures chrono, John Doe, On Wings of Eagles (1986), Escape from Iran: The Canadian Caper (en) (1981) et JAG font presque régulièrement figurer des scélérats parlant persan dans leur intrigue.

#### Antisémitisme
L'antisémitisme a également joué un rôle dans l'immigration à destination des États-Unis. Au cours de la fin du XIXe siècle et au début du XXe siècle, des centaines de milliers de juifs fuyant les pogroms en Europe se sont embarqués dans les ports de la mer Baltique et du nord de Allemagne pour arriver essentiellement à Ellis Island, New York.
Leo Rosten, dans son livre Les Joies du Yiddish (The Joys of Yiddish), pense que dès qu'ils ont quitté les bateaux, ils se sont retrouvés en butte au racisme des autorités portuaires d'immigration. Le terme péjoratif kike est adopté pour désigner les juifs (parce qu'ils ne pouvaient souvent pas écrire, ils signaient leurs documents d'immigration avec des cercles - ou kikel en yiddish).
À partir des années 1910, les communautés juives du Sud sont attaquées par le Ku Klux Klan qui s'oppose à l'immigration juive et utilise souvent la référence au « banquier juif » dans sa propagande. En 1915, Leo Frank, juif de New York né au Texas, est lynché par le Klan nouvellement reformé après avoir été reconnu coupable de viol et condamné à mort (sa peine a été commuée en emprisonnement à vie).
Les événements en Allemagne nazie attirent également l'attention des États-Unis. Le lobbying juif pour une intervention en Europe est confronté à l'opposition des isolationnistes parmi lesquels le père Charles Coughlin, un prêtre de radio bien connu, qui a la réputation d'être critique des Juifs, croit qu'ils entraînent les États-Unis dans la guerre. Il prêche des sermons hebdomadaires ouvertement antisémites et, à partir de 1936, commence à publier un journal, Social Justice (en) dans lequel il imprime des accusations antisémites telles que Les Protocoles des Sages de Sion.
Un certain nombre d'organisations juives, chrétiennes, musulmanes et des universitaires considèrent que la Nation of Islam est antisémite. Plus précisément, ils affirment que la Nation de l'Islam s'est engagée dans le révisionnisme et des interprétations antisémites de l'Holocauste et exagère le rôle des juifs dans la traite des esclaves africains. L'Anti-Defamation League (ADL) juive affirme que le ministre de la Santé de la Nation of Islam, Muhammad Abdul Alim, a accusé les médecins juifs d'injecter le virus du sida aux Noirs, allégation que le Dr Muhammad Abdul Alim a niée.
Bien que les juifs soient souvent perçus comme Blancs par le courant dominant américain, la relation des juifs à la blancheur reste complexe, nombre d'entre eux préférant ne pas s'identifier comme Blancs,,,. L'éminent militant et rabbin Michael Lerner (en) avance dans un article du The Village Voice en 1993 qu'« en Amérique, être « blanc » signifie être bénéficiaire des 500 dernières années de l'exploration et de l'exploitation européenne du reste du monde » et que « les Juifs ne peuvent être réputés blancs qu'à la condition d'une amnésie massive de la part des non-juifs sur l'histoire monumentale de l'antisémitisme ». Le militant Afro-Américain Cornel West, dans un entretien avec l'United States Holocaust Memorial Museum explique :

« Même si certains Juifs croient qu'ils sont blancs, je pense qu'ils ont été trompés. Je pense que l'antisémitisme s'est avéré être une force puissante dans presque tous les postes de la civilisation occidentale où le christianisme est présent. Ainsi, même en tant que chrétien, je dis toujours à mes frères et sœurs juifs : ne croyez pas le battage médiatique au sujet de votre assimilation à grande échelle et à l'intégration dans le courant dominant. Il ne faut qu'un événement ou deux à un certain type de sensibilité antisémite et anti-juive pour refaire surface dans des endroits auxquels vous ne vous attendez pas. Mais je suis juste profondément convaincu que l'Amérique n'est pas la terre promise pour les frères et sœurs juifs. Beaucoup de frères juifs disent : « Non, ce n'est pas vrai. Nous avons finalement -ouais- dit cela à Alexandrie. Vous avez dit cela dans l'Allemagne de Weimar. »

##### Nouvel antisémitisme
Au cours des dernières années, certains chercheurs ont avancé le concept de « nouvel antisémitisme » venant simultanément de l'extrême gauche, de l'extrême droite et de l'Islam radical, qui tend à se concentrer sur l'opposition à la création d'une patrie juive dans l'État d'Israël et font valoir que la langue de l'antisionisme et de la critique d'Israël (en) est utilisée pour attaquer les juifs de façon plus générale. Dans cette perspective, les partisans du nouveau concept croient que les critiques d'Israël et du sionisme sont souvent disproportionnées par degré et unique en leur genre et attribuent cette situation à l'antisémitisme.
Yehuda Bauer, professeur d'études de l'Holocauste à l'université hébraïque de Jérusalem, considère que le concept de « nouvel antisémitisme » est faux car il n'est en fait que le vieil antisémitisme qui reste latent et se reproduit chaque fois qu'il est activé. À son avis, le déclencheur actuel est la situation israélienne et si un compromis était atteint, l'antisémitisme diminuerait mais ne disparaîtrait pas.
Des critiques réputés d'Israël, tels que Noam Chomsky et Norman Finkelstein s'interrogent sur l'étendue du « nouvel antisémitisme » aux États-Unis. Chomsky déclare que l'Anti-Defamation League rejette toute question relative à la politique pro-israélienne comme de l'antisémitisme. Finkelstein affirme que le supposé « nouvel antisémitisme » est un concept absurde avancé par l'ADL pour lutter contre les critiques de la politique israélienne.

#### Antitsiganisme
La population rom en Amérique s'est mélangée plus ou moins sans problème dans le reste de la société. Aux États-Unis, le terme « tsigane » en est venu à être associé à un métier, une profession ou à un mode de vie plus qu'au groupe ethnique / raciale romani. Certains Américains, en particulier ceux qui œuvrent de façon indépendante dans la divination et la lecture psychique utilisent le terme « tsigane » pour se désigner eux-mêmes ou leur entreprise malgré l'absence de liens avec les Roms. Cela peut être attribué à une perception erronée et même de l'ignorance concernant le terme plutôt qu'à tout sectarisme ou même anti-tsiganisme.

### Amérindiens
Les Amérindiens, qui vivent sur le continent nord-américain depuis au moins 10 000 ans ont une incidence extrêmement complexe sur l'histoire américaine et les relations ethniques . Pendant les périodes coloniales et post-indépendance, une longue série de conflits est menée, souvent avec l'objectif de s'emparer des ressources des Amérindiens. Au moyen de guerres, de déplacements forcés (comme la Piste des Larmes) et par l'imposition de traités, la terre est prise. La perte de leurs territoires entraîne souvent de rudes épreuves pour les Amérindiens. Au début du XVIIIe siècle, les Anglais ont asservi près de 800 Choctaws. Après la création des États-Unis, l'idée de « déplacement des Indiens » prend de l'ampleur. Cependant, certains Amérindiens choisissent ou sont autorisés à rester et évite la déportation ce après quoi ils sont soumis au racisme officiel. Les Choctaws de l'État du Mississippi décrivent ainsi leur situation en 1849, « Nos habitations ont été démolies et brûlées, nos clôtures détruites, le bétail transformé (?) en nos champs et nous nous avons été fouettés, menottés, enchaînés et personnellement maltraités de façon générale jusqu'à ce qu'en conséquence d'un tel traitement certains de nos meilleurs hommes sont morts ». Joseph B. Cobb, qui a déménagé de Géorgie au Mississippi, décrit les Choctaws comme n'ayant absolument « ni noblesse ni vertu », et à certains égards il trouve les Noirs, en particulier les Africains indigènes, plus intéressants et admirables, supérieurs à l'homme rouge dans tous les sens. Les Choctaw et Chickasaw, les tribus qu'il connaît le mieux, sont au-delà du méprisable, pire encore que les esclaves noirs.
La Destinée manifeste, justification idéologique de l'expansionnisme, comprend des perceptions stéréotypées de tous les Américains autochtones comme d'« impitoyables Indiens sauvages » (tels que décrits dans la Déclaration d'indépendance des États-Unis) malgré les efforts réussis des Américains à propager la civilisation comme le prouve l'exemple des Cherokees, des Chicachas, des Creeks et des Choctaws. Une tentative flagrante a lieu avec la ruée vers l'or en Californie, dont les deux premières années sont à l'origine de la mort de milliers d'Américains autochtones. De temps du gouvernement mexicain en Californie, les Indiens sont de facto réduits à l'esclavage par l'élite blanche dans le cadre d'un système de peonage. Alors qu'en 1850, la Californie intègre formellement l'Union en tant qu'État abolitionniste par rapport à la question de l'esclavage, la pratique du servage des Indiens sous la forme du contrat d'indenture n'est pas interdite par la législation de Californie avant 1863.
La résistance militaire et civile par les Amérindiens est une constante de l'histoire américaine. Cela vaut aussi pour divers débats autour des questions de souveraineté, de respect des dispositions des traités et des droits civils des Amérindiens en vertu de la loi américaine.

#### Marginalisation dans les réserves
Une fois que leurs territoires sont incorporés dans les États-Unis, les Amérindiens survivants se voient refuser l'égalité devant la loi et sont souvent traités comme des pupilles de l'État.
Beaucoup d'Américains autochtones sont déplacés vers des réserves, lesquelles représentent 4 % du territoire américain. Dans un certain nombre de cas, les traités signés avec les Amérindiens sont violés. Des dizaines de milliers d'Indiens américains et autochtones de l'Alaska sont obligés de fréquenter des pensionnats pour Autochtones aux États-Unis qui visent à les rééduquer avec les valeurs, la culture et l'économie des colons blancs américains,.
D'autres dépossessions de différents types se poursuivent de nos jours bien que ces pratiques, notamment en termes de terres, fassent rarement les grands titres de l'actualité dans le pays (par exemple, les récents problèmes fiscaux des Lenapes et la saisie subséquente de leurs terres par l'État du New Jersey) et parfois ne font même pas les manchettes dans les localités où elles se produisent. Grâce à des concessions pour les industries telles que celles du pétrole, de l'exploitation minière et du bois et par la division des terres selon l'Allotment Act, ces concessions soulèvent des problèmes de consentement, d'exploitation de taux de redevance faibles, d'injustice environnementale et de mauvaise gestion des fonds détenus par des trusts, ce qui entraîne la perte de 10 à 40 milliards de dollars.
L'institut Worldwatch note que 317 réserves sont menacées par les risques environnementaux tandis que le territoire des Western Shoshone (en) a servi de terrain d'expérimentation à plus de 1 000 essais nucléaires.

#### Assimilation

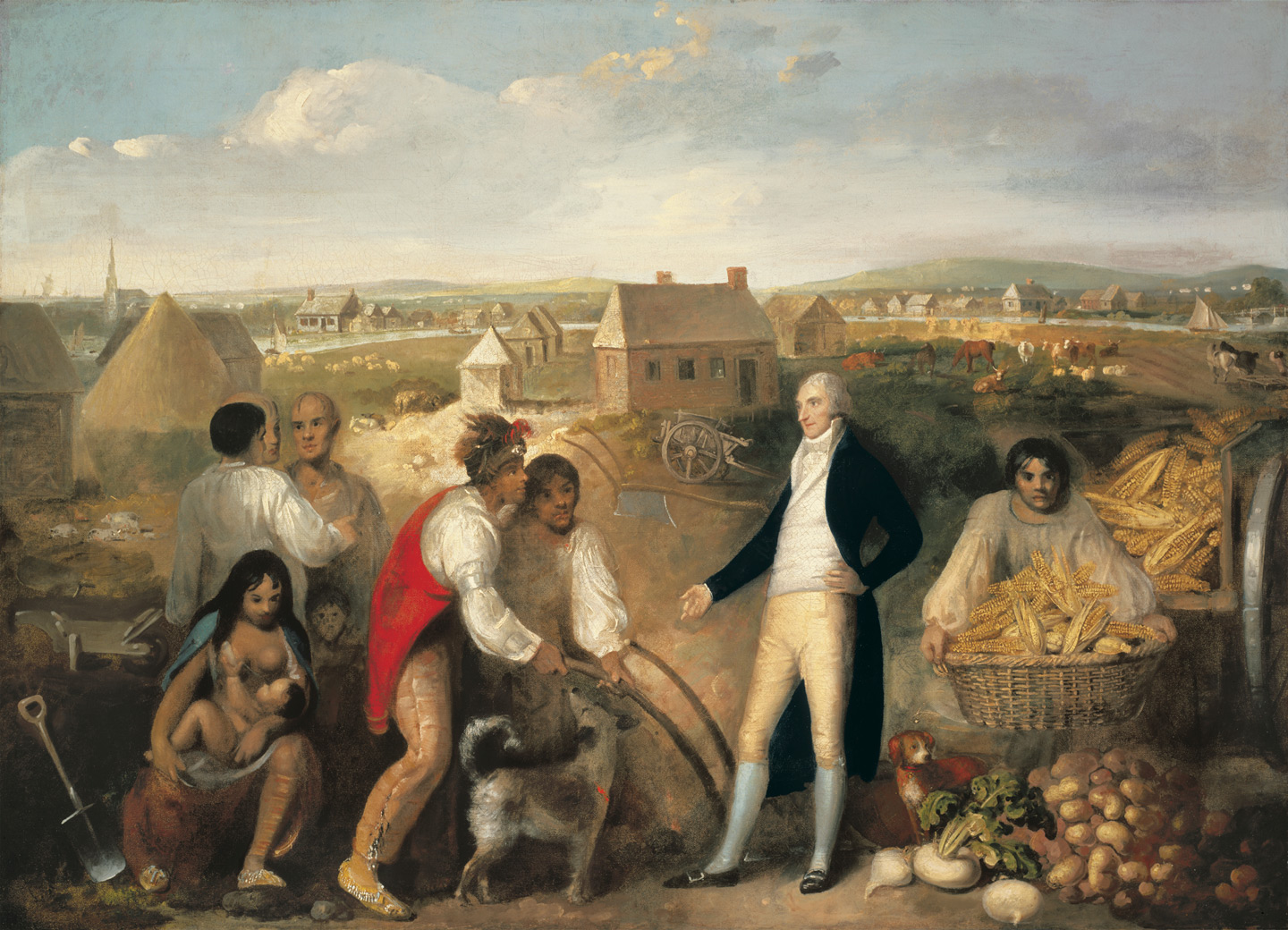
Benjamin Hawkins, dans sa plantation, enseigne aux Amérindiens Creeks comment utiliser la technique européenne. Peinture de 1805.

Le gouvernement nomme des agents, comme Benjamin Hawkins, afin qu'ils vivent parmi les Amérindiens et leur enseignent, par l'exemple et l'enseignement, la façon de vivre comme les Blancs. George Washington, premier président de l'Amérique, formule une politique visant à encourager le processus de « civilisation ». Le plan de Washington comprend six points pour la civilisation :

« 1. Justice impartiale envers les Américains autochtones
2. Achat réglementé des terres amérindiennes 
3. Encouragement au commerce 
4. Promotion d'expériences de civiliser ou à améliorer la société amérindienne 
5. Autorité présidentielle pour offrir des cadeaux 
6. Punir de ceux qui violent les droits des Amérindiens. »

L'Indian Citizenship Act de 1924 accorde la citoyenneté américaine à tous les Amérindiens. Avant l'adoption de la loi, près des deux tiers de Américains autochtones étaient déjà des citoyens des États-Unis. La plus ancienne date enregistrée d'Amérindiens devenant citoyens américains remonte à 1831 lorsque les Choctaws du Mississippi obtiennent la citoyenneté après que la législature des États-Unis a ratifié le traité de Dancing Rabbit Creek. Conformément à l'article XIV de ce traité, n'importe quel Choctaw qui choisit de ne pas se rendre dans un territoire amérindien peut devenir un citoyen américain quand il s'inscrit et s'il reste sur les terres indiquées pendant cinq ans après la ratification du traité. La citoyenneté peut également être obtenue par :

« 1. Disposition d'un traité (comme avec les Choctaw du Mississippi) 

2. Lotissement dans le cadre de la loi du 8 février 1887

3. Délivrance d'un brevet en fief simple 

4. Adoption des mœurs de la vie civilisée 

5. Enfants mineurs 

6. Citoyenneté par naissance 

7. Devenir soldats et marins dans les Forces armées américaines 

8. Mariage 

9. Loi spéciale du Congrès. »

« Que soit décrété par le Sénat et la Chambre des Représentants des États-Unis d'Amérique réunis en Congrès, Que tous les Amérindiens non-citoyen nés dans les limites territoriales des États-Unis soient, et ils le sont par la présente, déclarés être des citoyens des États-Unis :  sous réserve que l'octroi d'une telle citoyenneté en aucune manière n'altère ou n'affecte le droit d'aucun Américain natif à la propriété tribale ou autre. - Indian Citizenship Act de 1924 »

Alors que l'égalité formelle a été légalement établie, les Amérindiens, les Indiens d'Alaska, les Hawaïens et les Océano-Américains restent parmi les groupes les plus économiquement défavorisés dans le pays et selon les études nationales de santé mentale, les Indiens d'Amérique en tant que groupe ont tendance à souffrir de niveaux élevés d'alcoolisme, de dépression et de suicide.

## Conséquences

### Développemental
En utilisant la psychométrie du racisme (The Schedule of Racist Events, SRE), inventaire en 18 points d'auto-évaluation qui évalue la fréquence de la discrimination raciste, Hope Landrine et Elizabeth A. Klonoff trouvent que la discrimination raciale est omniprésente dans la vie des Afro-Américains et est fortement associée à des symptômes psychiatriques. Une étude sur les événements racistes dans la vie des femmes afro-américaines trouvent que les expériences du racisme sont effectivement liées à l'histoire de la vie à la fois des maladies physiques et de la fréquence des rhumes récents. Ces relations sont largement ignorées par d'autres variables. Les variables démographiques telles que le revenu et l'éducation ne sont pas liées à des expériences de racisme. Les résultats suggèrent que le racisme peut être préjudiciable au bien-être des Afro-Américains. Le stress physiologique causé par le racisme a été documenté dans des études par Claude Steele, Joshua Aronson et Steven Spencer sur ce qu'ils appellent « menace du stéréotype ». De façon tout à fait similaire, d'autres exemples des conséquences psychosociales de discrimination ont été observés dans une étude sur des participants d'origine mexicaine à Fresno, en Californie. Il a été constaté que la discrimination perçue est corrélée avec les symptômes dépressifs, en particulier pour ceux qui sont moins acculturés aux États-Unis, comme les immigrants et les migrants mexicains.
Dans le même ordre d'idées des réponses somatiques à la discrimination, Kennedy etc. trouvent que les mesures d'irrespect collectif respectives sont fortement corrélées à la mortalité noire (r = 0,53 à 0,56) ainsi qu'à la mortalité blanche (r = 0,48 à 0,54). Ces données suggèrent que le racisme, mesuré comme caractéristique écologique, est associé à une mortalité plus élevée tant chez les Noirs que chez les Blancs. Certains chercheurs suggèrent également que la ségrégation raciale peut conduire à des disparités en matière de santé et de mortalité. Thomas LaVeist (1989; 1993) a testé l'hypothèse que la ségrégation aiderait à expliquer les différences raciales dans les taux de mortalité infantile entre villes. Les données qu'a trouvées LaVeist en analysant 176 grandes et moyennes villes, soutiennent cette hypothèse. Depuis les études de LaVeist, la ségrégation a reçu une attention accrue en tant que déterminant des disparités raciales dans la mortalité. Des études ont montré que les taux de mortalité des hommes et des femmes Afro-Américains sont plus faibles dans les zones ayant des niveaux inférieurs de ségrégation résidentielle. Les taux de mortalité masculins et féminins des Blancs n'ont pas été associés ni dans un sens ni dans l'autre à la ségrégation résidentielle.
Les chercheurs Sharon A. Jackson, Roger T. Anderson, Norman J. Johnson et Paul D. Sorlie constatent qu'après ajustement en fonction du revenu familial, le risque de mortalité augmente avec l'augmentation de la ségrégation résidentielle minoritaire chez les Noirs âgés de 25 à 44 ans et les non-Noirs âgés de 45 à 64 ans. Dans la plupart des groupes selon l'âge / la race / le sexe, les risques de mortalité les plus élevés et les plus faibles apparaissent respectivement dans les catégories les plus élevées et les plus basses de la ségrégation résidentielle. Ces résultats suggèrent que la ségrégation résidentielle minoritaire peut influencer le risque de mortalité et soulignent l'accent traditionnellement mis sur les fondements sociaux de la maladie et la mort. Les taux de maladies cardiaques chez les Afro-Américains sont associés aux modèles de ségrégation dans les quartiers où ils vivent (Fang et al. 1998). Stephanie A. Bond Huie écrit que les quartiers influent sur les résultats de santé et de mortalité surtout de manière indirecte par le biais de facteurs environnementaux tels que le tabagisme, l'alimentation, l'exercice, le stress et l'accès à l'assurance maladie et aux prestataires de soins. Qui plus est, la ségrégation influence fortement la mortalité prématurée aux États-Unis.
Dès 1866, la loi sur les droits civiques fournit un remède à la discrimination raciale intentionnelle dans l'emploi par les employeurs privés et publics et par les employeurs publics locaux. La loi sur les droits civiques (en) de 1871 s'applique à l'emploi public ou aux emplois impliquant une action de l'État en interdisant la privation des droits garantis par la Constitution fédérale ou les lois fédérales par des manœuvres d'apparence légale. Le titre VII est la principale loi fédérale en matière de discrimination dans l'emploi et interdit la discrimination en matière d'emploi illégal par les employeurs publics et privés, les organisations syndicales, les programmes de formation et les agences de l'emploi, que la discrimination soit fondée sur la race ou la couleur, la religion, le sexe et l'origine nationale. Le titre VII interdit également les représailles contre toute personne qui s'opposerait à toute pratique interdite par la loi, ou déposerait plainte, témoignerait, aiderait ou participerait à une procédure d'application de la loi. La loi sur les droits civiques (en) de 1991 élargit les dommages disponibles dans les cas relevant du titre VII cas et selon le titre VII accorde aux plaignants le droit à un procès devant un jury. Le titre VII prévoit également l'interdiction de la discrimination selon la race et la couleur quelles qu'elles soient.

### Sociétal

#### Schémas et stéréotypes
Media

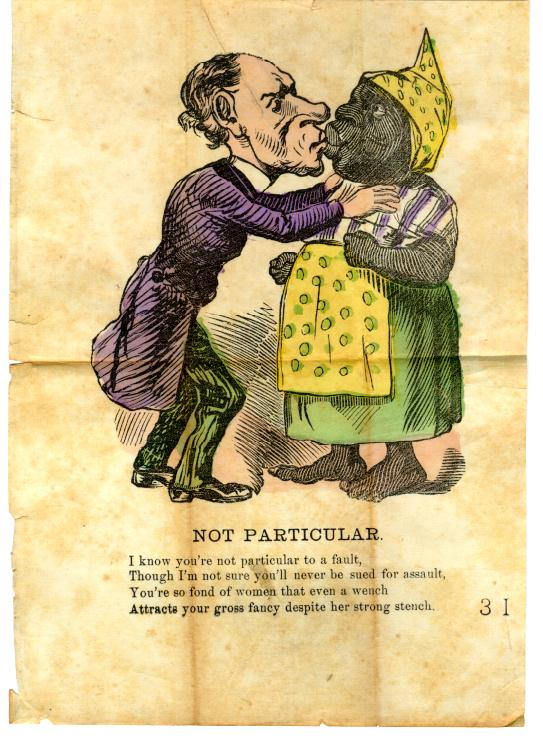
Cette carte postale raciste des années 1900 représente le dénigrement désinvolte des femmes noires. Il est écrit « Je sais que vous n'êtes pas particulièrement fautif / Bien que je ne suis pas sûr que vous ne serez jamais poursuivi pour agression / Vous êtes si friand des femmes que même une fille / attire votre fantaisie brut malgré sa puanteur ».

La culture populaire (chansons, théâtre) pour le public euro-américain au XIXe siècle a créé et perpétué des stéréotypes négatifs des Afro-Américains. Un symbole devenu marqueur du racisme contre ces derniers était l'utilisation du blackface, forme théâtrale pratiquée dans les minstrel shows puis dans le vaudeville dans lequel le comédien incarne une caricature stéréotypée de personne noire. Parmi les autres stéréotypes des Afro-Américains figurent la grosse « mamma » à la peau sombre et l'irrationnel, hyper sexuel mâle buck. Parmi les jeux de société, le Jolly Darkie Target Game était l'un des nombreux jeux produits à la fin du XIXe siècle aux États-Unis et qui représentaient les Afro-Américains comme des « bêtes » et associant les images de Sambo et son visage masculin noir avec des insultes racistes.
Au cours des dernières années un nombre croissant de militants afro-américains ont affirmé que les vidéos de musique rap utilisent des artistes afro-américains ayant couramment recours aux tropes des femmes à peine vêtues et d'hommes se comportant en voyous ou proxénètes. Des groupes religieux organisés ont protesté devant la résidence de Phillipe Dauman (Upper East Side (New York, NY)) (président et directeur général de Viacom) ainsi que devant la résidence de Debra L. Lee (en) (Northwest Washington DC) (présidente et directrice générale de Black Entertainment Television, une subdivision de Viacom). Le révérend Donald Coates, chef d'une organisation de protestation (Enough is enough!) formée autour de la question des vidéos dit : « À la suite de l'affaire Imus (en), « J'ai commencé à penser que la communauté afro-américaine devait être cohérente dans son indignation ». Le révérend de Clifton dans l'État du Maryland déclare également « Pourquoi ces sociétés produisent-elles ces images normatives et grand public ? »... « Je peux en parler dans l'église jusqu'à ce que le rouge de la honte me monte au front mais nous devons aborder ce sujet à l'extérieur ». Le NAACP et le National Congress of Black Women ont également appelé à la réforme des images des vidéos et à la télévision. Julian Bond dit que dans une société imprégnée de ségrégation, les gens obtiennent leurs impressions des autres groupes de ce qu'ils voient dans les vidéos et ce qu'ils entendent dans la musique,,,.
Dans le même esprit, des militants ont protesté contre le spectacle Hot Ghetto Mess de la BET qui fait la satire de la culture de la classe ouvrière afro-Américaine. Les manifestations ont entraîné le changement du nom de la série télévisée en We Got to Do Better (en).
Il est entendu que les représentations des minorités dans les médias ont la capacité de renforcer ou modifier les stéréotypes. Lors d'une étude par exemple, une saynète montrant une représentation stéréotypée ou neutre de personnages afro-américains a été montrée à un ensemble de sujets blancs. Les participants ont ensuite dû lire une vignette décrivant un incident de violence sexuelle, le présumé délinquant étant soit blanc soit noir, et attribuer une note pour la culpabilité perçue. Pour ceux auxquels a été montré le personnage afro-américain stéréotypé, la cote de culpabilité est significativement plus élevée pour le Noir présumé délinquant dans la vignette suivante en comparaison avec les autres conditions.
Alors que les schémas ont une conséquence sociétale manifeste, leur fort développement a un effet durable sur ceux qui les perçoivent. D'une façon générale, il est constaté que les attitudes des groupes à forte identité sont corrélées à la réussite scolaire et économique. Dans une étude analysant l'interaction des schémas d'assimilation et raciale-ethnique pour les jeunes hispaniques, on constate que de fortes identités schématiques pour les jeunes hispaniques compromettent la réussite scolaire.
Des stéréotypes supplémentaires attribués à des minorités continuent d'influencer les interactions sociales. Un article de la Harvard Law Review de 1993 par exemple indique que les Américains d'origine asiatique sont communément considérés comme soumis, présentant une combinaison de stature physique relative et d'attitudes culturelles occidentales. Par ailleurs, ils sont dépeints comme une « minorité modèle », des concurrents déloyaux, des étrangers et indiscernables. Ces stéréotypes peuvent servir à déshumaniser les Américains d'origine asiatique et à catalyser l'hostilité et la violence à leur endroit.
Les journaux, la radio, la télévision et aujourd’hui internet ont un impact direct sur non seulement l’opinion publique, mais aussi la façon dont la majorité des citoyens voie le monde. Le racisme est un phénomène très répandu qui s’est immiscé dans toutes les sphères de la société contaminant ainsi les journaux, les nouvelles et la communication médiatique dans son ensemble. L’homme afro-américain est dépeint comme un prédateur incontrôlable qui représente un danger pour les femmes blanches depuis l’ère de l’esclavage, avec des films tels que « Naissance d’une nation », un film à succès américain datant de 1915 dont le message et la représentation des noirs démontrent les stéréotypes racistes présents aux États-Unis à cette époque. Les noirs sont dès lors réduits à des criminels menaçants.
Cette image de criminel est perpétuée et renforcée par les médias au fil du temps. La lutte contre la drogue aux États-Unis permet de comprendre un peu mieux la façon dont les médias contribuent à promouvoir une image ou une conception à travers les reportages et la couverture médiatique. À cette période, on assiste à une vague d’arrestation  visant à combattre les crimes liés à la drogue allant de la simple possession au trafic. Or les arrestations effectuées ciblaient davantage les afro-américains qui avaient plus de chance d’être non seulement arrêtés, mais aussi incarcérés à cause d’un système de lois partiales et arbitraires. La couverture médiatique autour de cette guerre contre la drogue propose un narratif dans lequel l’homme noir est la cible. Comme le souligne le documentaire le 13e amendement des reportages et des nouvelles montrant de jeunes noirs arrêtés par les forces de l’ordre sont mis en avant plan. Les images provocantes de ces criminels appréhendés par la justice façonnent encore plus l’image négative déjà présente. Des programmes télévisés comme « Cops » une télé-réalité sur la justice et le crime suivant les patrouilles et arrestations des forces de l’ordre font de l’arrestation quotidienne des noirs un phénomène culturel. Ceux-ci sont surreprésentés dans les médias en tant que criminels. En effet, blancs et noirs commettent le même nombre de crimes, or les images et les reportages rapportant ces crimes ciblent davantage les afro-américains. La couverture médiatique autour des criminels noirs est disproportionnée par rapport au nombre de crimes qu’ils commettent réellement. Parallèlement, les mots choisis pour communiquer les informations au public ont souvent une connotation raciale. Les médias s’assurent toujours de différencier les gens de couleurs du reste de la population, « lorsque l’on rapporte leurs activités : il y a des commerçants et des commerçants asiatiques, des adolescents et des jeunes noirs, les sprinters et les sprinters colorés. » l’impact des médias dans la société est complexe et lié à plusieurs facteurs qu’il ne faut pas oublier de prendre en compte. La communication est toujours liée au pouvoir, ce pouvoir représenté et tenu par différents groupes tels que le gouvernement et le système de justice influe sur les médias et ce qui est représenté ou non par leur entremise. La représentation des minorités ethnique dans les médias n’est qu’une composante du racisme systémique qui est présent dans la société et lié étroitement à la culture. La façon dont le monde et la réalité est construite socialement affecte toutes les sphères de la société, le langage, représenté par les médias dans le contexte qui nous intéresse, n’est jamais neutre. Au contraire, il est constitutif des valeurs et normes sociales et affecte donc la perception des gens. Les médias sont affectés par le racisme qui est à la base des sociétés modernes occidentales. En effet, le passé colonial de ces sociétés influence toujours les rapports de pouvoir et la représentation dans les médias.

#### Discrimination formelle
La discrimination officielle contre les minorités est présente tout au long de l'histoire américaine. Dans l'enseignement, une enquête auprès d'étudiants noirs de seize universités blanches a conclu que quatre des cinq Afro-Américains ont signalé une certaine forme de discrimination raciale. En février 1988 par exemple, l'université du Michigan a appliqué un nouveau code anti-discrimination à la suite de la distribution de tracts disant que les Noirs « n'ont pas leur place en classe, ils sont suspendus aux arbres ». D'autres formes de discrimination signalées sont le refus de s'asseoir à côté de Noirs lors des conférences, l'inattention observée à leurs interventions en classe et la ségrégation informelle. Bien que des sanctions soient imposées, les conséquences psychologiques de la discrimination formelle peuvent encore se manifester. Des étudiants noirs par exemple, ont rapporté des sentiments d'isolement accru et de suspicion. Qui plus est, des études ont montré que les résultats scolaires sont retardés pour les étudiants noirs en raison de ces sentiments en conséquence des interactions raciales dans leur campus.
Racisme minorité-minorité
Le racisme minoritaire est parfois considéré comme controversé en raison des théories sur le pouvoir en société. Certaines théories sur le racisme insistent sur le fait que le racisme ne peut exister que dans le contexte d'un pouvoir social à imposer aux autres. Pourtant, des discriminations et du racisme entre groupes raciaux marginalisés sont documentés. Il existe par exemple une violence continue entre gangs d'Afro-Américains et de Mexicano-Américains, particulièrement en Californie du Sud,,,. Il y a des rapports d'attaques à caractère raciste contre les Mexicano-Américains qui ont déménagé dans des quartiers occupés principalement par des Afro-Américains et vice versa. Selon les experts des gangs et les agents chargés de l'application de la loi, une guerre raciale de longue date entre la mafia mexicaine et la Black Guerrilla Family, un gang de détenus Afro-Américain rival, a généré une haine raciale d'une telle intensité entre les chefs de la mafia mexicaine, ou donneurs d'ordre de tuer, qu'ils ont émis un « feu vert » sur tous les Noirs. Cela équivaut à une autorisation permanente pour les membres des gangs latinos de prouver leur courage en terrorisant ou même tuant tous les Noirs aperçus dans un quartier revendiqué par un gang fidèle à la mafia mexicaine. Il y a eu plusieurs émeutes importantes dans des prisons de Californie où les détenus mexicano-américains et afro-américains se sont ciblés réciproquement en raison de leur identité raciale.
Des conflits entre les groupes d'immigrants récents et leurs homologues ethniques établis aux États-Unis ont aussi été observés. La rapide croissance de l'immigration des Africains (en) et des Caribéens est à l'origine d'un conflit avec les Noirs américains. L'interaction et la coopération entre les immigrants noirs et les Noirs américains sont, de façon ironique, discutables. On peut soutenir que la discrimination raciale et la coopération ne sont habituellement pas fondées sur la couleur de la peau mais plus sur des expériences culturelles communes et des croyances partagées,. On sait par ailleurs que des conflits entre immigrants chinois et Nippo-Américains ont eu lieu dans la vallée de San Gabriel de la région de Los Angeles dans les années 1980.

#### Discrimination interpersonnelle
D'une manière qui définit la discrimination interpersonnelle aux États-Unis, Darryl Brown de la Virginia Law Review indique que si « notre société a établi un consensus contre le racisme intentionnel flagrant et depuis des décennies, depuis l'arrêt Brown v. Board of Education a développé un considérable ensemble de recours juridiques pour y remédier », notre système juridique « ne tient pas compte de la possibilité que la « race » est structurelle ou interstitielle, qu'elle peut être la racine de blessures même lorsqu'elles ne sont pas traçables à une intention ou action spécifique ».
La discrimination interpersonnelle est définie par sa subtilité. Contrairement à la discrimination formelle, la discrimination interpersonnelle n'est souvent pas un acte manifeste ou délibéré de racisme. Par exemple, dans un incident concernant une remarque raciale d'un professeur à Virginia Law, une faille a été créée par des définitions contradictoires du racisme. Pour les étudiants qui défendaient l'innocence du professeur, « le racisme est défini comme un acte de malveillance intentionnelle ». Pourtant, pour les Afro-américaine, le racisme s'élargit à une influence néfaste sur « la dynamique de fond de la salle de classe ». En conséquence, il est soutenu que la « répétition quotidienne du racisme subtil et de la subordination dans la salle de classe et sur le campus peuvent en fin de compte, pour les Afro-Américains, être plus productives de stress, d'anxiété et d'aliénation que même des actes racistes flagrants ». En outre, l'attention à ces actes de discrimination détourne l'énergie des étudiants pour devenir une diversion à laquelle les élèves blancs ne sont généralement pas confrontés.

### Institutionnelle
Le racisme institutionnalisé désigne la théorie selon laquelle certains aspects structurels, les attitudes essentielles et les institutions établies de la société désavantagent certains groupes raciaux sans qu'il s'agisse d'un mécanisme ouvertement discriminatoire. Il existe plusieurs facteurs en jeu dans le racisme institutionnel, y compris mais sans s'y limiter : la richesse accumulée / avantages des groupes raciaux qui ont bénéficié de la discrimination passée, les désavantages éducatifs et professionnels rencontrés par les anglophones non indigènes aux États-Unis, les images stéréotypées enracinées qui restent encore dans la société (par exemple, les hommes noirs sont susceptibles d'être des criminels).

#### Immigration
L'accès à la citoyenneté américaine est limité par la race dès la loi de naturalisation (en) de 1790 qui refuse la naturalisation aux « non-Blancs. » Beaucoup de citoyens des États-Unis contemporains oublient les préjugés institutionnalisés contre les fidèles blancs de l'Église catholique qui ont immigré de pays tels que l'Irlande, l'Allemagne, l'Italie et la France. Entre autres efforts figure la loi de 1882 sur l'immigration aux États-Unis et la loi d'immigration Johnson-Reed de 1924,. La loi d'immigration de 1924 visait à restreindre davantage les Européens du Sud et les Russes qui avaient commencé à entrer dans le pays en grand nombre à partir des années 1890.
En conjonction avec la réforme de l'immigration dans les années 1980 (cf. la loi sur la réforme et le contrôle de l'immigration (en) de 1986), un comportement discriminatoire par l'IRCA (acronyme en anglais de cette loi de 1986) envers les Hispaniques dans le domaine de l'emploi a été observé. Comme la loi dispose qu'il est illégal d'embaucher sans autorisation pour travailler aux États-Unis, les pratiques d'évitement vis-à-vis des « travailleurs paraissant étranger » ont augmenté afin de contourner la tenue de registres ou le risque de sanctions.

#### Richesse
Relativement à la richesse, des différences raciales massives demeurent aux États-Unis : entre les Blancs et les Afro-Américains, l'écart est d'un facteur de vingt. Thomas Shapiro, analyste du phénomène, professeur de droit et de politique sociale à l'université Brandeis soutient que « L'écart de richesse n'est pas seulement une question de mérite et de réussite, cela relève également de l'héritage historique du racisme aux États-Unis ». Les différentiels s'appliquaient au système américain de sécurité sociale créé en 1935 (qui excluait les travailleurs agricoles, un secteur qui comprenait alors la plupart des travailleurs noirs), des récompenses aux officiers et des avantages éducatifs offerts aux soldats de retour après la Seconde Guerre mondiale. Les disparités préexistantes de richesse sont exacerbées par des politiques fiscales qui récompensent l'investissement par rapport aux revenus salariaux, subventionnent les prêts hypothécaires et subventionnent les promoteurs du secteur privé.

#### Services de santé
Il existe de grandes différences raciales dans l'accès à la protection sociale et dans la qualité des soins de santé délivrés. Une étude publiée dans l'American Journal of Public Health (en) estime que « plus de 886 000 décès auraient pu être évités de 1991 à 2000
si les Afro-Américains avaient reçu les mêmes soins que les Blancs ». Les principales différences citées sont le manque d'assurance, des assurances maladie inadéquates, un mauvais service et la réticence à demander des soins. Des antécédents d'expérimentations parrainées par le gouvernement, telles que la tristement célèbre étude de Tuskegee sur la syphilis, ont laissé chez les Afro-Américains un héritage de méfiance vis-à-vis du système médical.
Les inégalités en matière de soins de santé peuvent également refléter un biais systémique dans la façon dont les procédures médicales et les traitements sont prescrits pour les différents groupes ethniques. Raj Bhopal écrit que l'histoire du racisme scientifique et de la médecine montre que les gens et les institutions se comportent conformément à la philosophie de leur temps et avertit des dangers à éviter dans l'avenir. Nancy Krieger avance que de nombreuses recherches modernes ont soutenu les hypothèses nécessaires pour justifier le racisme. Le racisme, écrit-elle, est à la base des inégalités inexpliquées dans les soins de santé, dont le traitement des maladies du cœur, l'insuffisance rénale, le cancer de la vessie et la pneumonie. Raj Bhopal écrit que ces inégalités ont été documentées dans de nombreuses études. Les conclusions cohérentes et répétées confirment que les Américains noirs reçoivent moins de soins de santé que les Américains blancs, en particulier lorsque cela implique de nouvelles techniques coûteuses.

#### Politique
Il a été soutenu que le « codage » racial de concepts tels que la criminalité et la protection sociale a été utilisé pour influencer stratégiquement les opinions politiques publiques. Le « codage » racial est implicite; il intègre un langage ou de l'imagerie raciste primaires pour faire allusion à des idées ou des attitudes raciales. Dans le contexte de politique intérieure par exemple, il a été avancé que Ronald Reagan a suggéré des liens implicites entre des concepts comme « intérêts spéciaux » et « big government » avec des groupes minoritaires mal perçus dans les années 1980 en utilisant la négativité conditionnée en direction de ces groupes pour discréditer certains programmes et politiques pendant les campagnes (électorales). Dans une étude analysant comment les annonces politiques influencent les attitudes, Valentino compare les réponses de vote de participants auxquels a été montrée une publicité de George W. Bush jumelée avec trois types de visuels dans lesquels sont intégrés différents indices raciaux pour créer trois conditions : 1°) la neutralité, 2°) la comparaison raciale et 3°) les Noirs non méritants. Par exemple, tandis que le narrateur déclare « les Démocrates veulent dépenser vos dollars d'impôt dans des programmes gouvernementaux inutiles », la vidéo montre une image d'une femme noire et d'un enfant dans un environnement de bureau. Valentino a constaté que la condition des Noirs non méritants produit le plus grand effet apprêté dans les politiques racialisées comme facteur d'opposition à la discrimination positive et aux dépenses sociales.

#### Système judiciaire
Les disparités raciales ont été notées à tous les niveaux du système judiciaire américain. Selon le témoignage de Marc Mauer devant le Congrès en 2009, alors que les Afro-Américains représentent 13 % de la population américaine et 14 % des utilisateurs de drogues mensuels, ils représentent 37 % des personnes arrêtées pour des infractions liées aux drogues ainsi que 56 % des personnes dans les prisons fédérales pour des délits de drogue. La United States Sentencing Commission a signalé en mars 2010 que dans le cadre du système fédéral, les délinquants noirs reçoivent des peines plus longues de 10 % que celles des délinquants blancs pour les mêmes crimes. Un rapport de juillet 2009 par le Sentencing Project (en) révèle que les deux tiers de la population aux États-Unis condamnée à perpétuité sont composés de non-Blancs.

## Problèmes contemporains du racisme américain

### Crimes de haine
La plupart des crimes de haine aux États-Unis ciblent les victimes en raison de leur race ou origine ethnique (à des fins fédérales, les crimes ciblant les Hispaniques fondés sur l'identité sont considérés comme fondés sur l'appartenance ethnique). Les principales formes de biais citées dans le programme Uniform Crime Reports (en) (UCR) du FBI à partir des rapports des law enforcement agencies sont : préjugés anti-noirs, anti-juifs, anti-blancs, anti-homosexuels et anti-hispaniques dans cet ordre en 2004 et 2005. Selon le Bureau of Justice Statistics, Blancs, Noirs et Hispaniques ont des taux semblables de violence par crimes de haine entre 2007 et 2011. Le National Criminal Victimization Survey a constaté que les taux de victimisation de crimes haineux par habitant varient peu selon la race ou l'origine ethnique et les différences ne sont pas statistiquement significatives.
La New Century Foundation (en), organisation nationaliste blanche fondée par Jared Taylor, fait valoir que les Noirs sont plus susceptibles que les Blancs de commettre des crimes haineux et que les chiffres du FBI gonflent le nombre de crimes haineux commis par les Blancs en comptant les Hispaniques comme « Blancs ». D'autres analystes sont très critiques des conclusions de la NCF, se référant à l'opinion dominante en criminologie que « les données raciales et ethniques doivent être traitées avec prudence. Les recherches sur la criminalité ont généralement montré que l'identité raciale ou ethnique n'est pas prédictive du comportement criminel en utilisant des données recueillies pour des facteurs sociaux et économiques ». La méthodologie et les statistiques de la NCF sont en outre vivement critiquées comme erronées et trompeuses par les militants anti-racistes Tim Wise (en) et le Southern Poverty Law Center,.
Le premier crime de haine postérieur à l'ère des lois Jim Crow à attirer une attention sensationnelle de la part des medias est l'assassinat de Vincent Chin (en), Américain asiatique d'origine chinoise en 1982. Il a été attaqué par deux assaillants blancs récemment mis à pied d'une usine automobile de région de Detroit et qui blâmaient les Japonais à titre personnel pour leur chômage. Chin n'était pas d'origine japonaise mais les assaillants ont témoigné lors du procès qu'il « avait l'air d'un Jap », insulte ethnique utilisée pour désigner les Japonais et autres Asiatiques et qu'ils étaient suffisamment en colère pour le battre à mort.

### Vues haineuses de la part des Américains
L'antisémitisme qui perdure aux États-Unis reste un problème comme le montre la Survey of American Attitudes Toward Jews in America de 2011, publiée par l'Anti-Defamation League (ADL), et la récession économique mondiale récente a augmenté certains points de vue antisémites chez les Américains. La plupart des gens expriment des sentiments philosémites, 64 % des personnes interrogées acceptent que les Juifs ont beaucoup contribué à la culture sociale américaine. Pourtant, le sondage révèle que 19 % des Américains répondent « probablement vrai » à l'allégation antisémite que « les Juifs ont trop de contrôle / influence à Wall Street » tandis que 15 % expriment leur accord avec la déclaration connexe selon laquelle les Juifs semblent « plus disposés à utiliser des pratiques douteuses dans les affaires ». En réfléchissant sur l'antisémitisme persistant d'environ un Américain sur 5, Abraham Foxman (en), directeur national de l'ADL, déclare « Il est inquiétant qu'avec tous les progrès que nous avons faits pour devenir une société plus tolérante, les croyances antisémites continuent de subsister dans une petite mais non négligeable partie de l'opinion américaine ».
Une note d'ABC News en 2007 rapporte que les sondages effectués sur plusieurs années ont tendance à constater que « six pour cent ont des préjugés auto-déclarés contre les Juifs, 27 pour cent contre les musulmans, 25 pour cent contre les Arabes » et qu'« un sur 10 concède partager au moins certains de ces sentiments » contre les Hispaniques et Latino-Américains. La note fait également remarquer que 34 % des Américains ont déclaré « des sentiments racistes » en général comme élément d'auto-description. Une enquête d'Associated Press et Yahoo! News portant sur 2 227 Américains adultes en 2008 constate que 10 % des répondants blancs déclarent que « beaucoup » de discrimination existe contre les Afro-Américains tandis que 45 % répondent « un peu », comparativement à 57 % des répondants noirs qui répondent « beaucoup » à la même question. Dans le même sondage, plus de Blancs appliquent des attributs positifs aux Afro-Américains que des attributs négatifs, les Noirs décrivant les Blancs encore plus positivement mais une importante minorité de Blancs qualifient encore leurs compatriotes américains d'« irresponsables », « paresseux » ou d'autres termes du même ordre.
Le politologue Paul Sniderman (en) de l'université Stanford remarque qu'aux États-Unis, les préjugés raciaux « représentent un grave défi que les Américains en général, et d'ailleurs les politologues, ne sont tout simplement pas prêts à reconnaître pleinement ».

## Apaisement
Il existe une pléthore de suggestions sociétales et politiques pour atténuer les effets de la discrimination continue aux États-Unis. Au sein des universités par exemple, il a été suggéré qu'un type de comité pourrait répondre à un comportement non punissable.
Darryl Brown fait valoir qu'il y a un besoin pour « les étudiants blancs et les professeurs de reformuler la conscience de la blancheur vers une identité plus sécurisée qui n'est pas menacée par les institutions culturelles noires et qui peut reconnaître la non-neutralité raciale des institutions que dominent les Blancs » (Brown, 334). En parallèle à cet effort, Brown encourage l'augmentation du nombre de membres du corps professoral issus de minorités de telle sorte que l'expérience normative intégrée des Blancs commence à se fragmenter.
Dans les médias, on constate que les indices raciaux l'emportent sur la pensée raciale stéréotypée. Ainsi, il est soutenu que les « indices stéréotypés incohérents pourraient conduire à une réflexion plus intentionnée, supprimant ainsi les effets d'amorçage raciaux ».